# Список эпизодов мультсериала «Клуб Винкс»

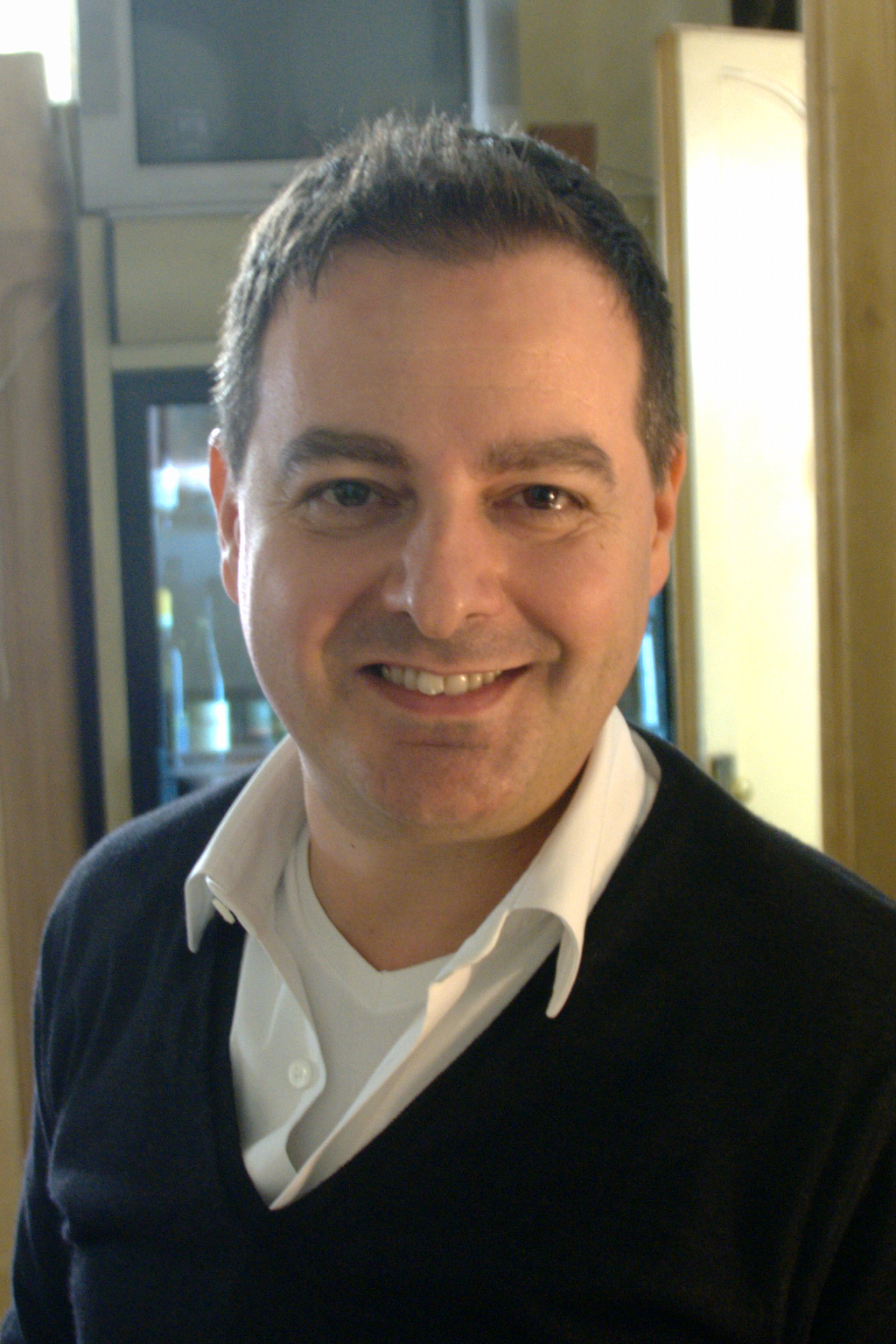
Создатель мультсериала, Иджинио Страффи

«Клуб Винкс» (англ. Winx Club) — фантастический мультсериал производства Rainbow S.r.l. при поддержке Rai Fiction, созданный по замыслу итальянского аниматора Иджинио Страффи. Премьера состоялась 28 января 2004 года в Италии на канале Rai 2. Действие происходит во вселенной, наполненной волшебством, вымышленными планетами и мифическими созданиями. В основе сюжетной линии мультсериала лежит история юной девушки Блум, её поиски правды о своём прошлом и о том, что случилось с её родной планетой и настоящими родителями. Узнав, что у неё есть волшебные силы, Блум поступила в школу для фей и вместе со своими сокурсницами основала команду под названием «Клуб Винкс», чтобы вместе сражаться со злом. Помимо основной сюжетной линии, мультсериал затрагивает второстепенные темы, такие как романтические отношения между девушками и юношами, подростковые переживания, отношения между родителями и детьми. Мультсериал включает в себя 208 эпизодов и делится на восемь сезонов. Изначально сюжет был рассчитан только на три сезона и завершающий их полнометражный мультфильм, но из-за популярности сериала он был продлён, и было принято решение развивать сюжет в других направлениях, переместив героинь из мира магии на Землю, где они воспринимались бы как супергерои. Частью сюжета мультсериала являются мультфильмы «Тайна затерянного королевства», «Волшебное приключение» и «Тайна морской бездны». Для премьеры мультсериала на канале Nickelodeon было выпущено 4 одночасовых спецвыпуска, суммирующих события первых двух сезонов, с некоторыми изменениями в рисовке и сюжете.
Общая структура каждого сезона состоит из двадцати шести серий, объединённых общей сюжетной линией. Жирным шрифтом выделены русскоязычные названия эпизодов. Снизу от них указаны оригинальные итальянские названия, после которых в скобках указан их дословный перевод, если он отличается от официального. Все русскоязычные названия эпизодов, термины и имена приведены на основании официального озвучивания, с которым сериал опубликован создателями на YouTube. Даты премьер и окончаний сезонов на телевидении указаны в общем случае для Италии, а в пятом и шестом сезонах указаны как для Италии, так и для США, поскольку это единственные два сезона совместного производства двух стран, и стартовали они в США раньше, чем в Италии; при этом закончен их показ в США, наоборот, был значительно позже. Даты премьер эпизодов этих сезонов указаны таким образом, что для каждого эпизода указана дата показа в той из двух стран, где он был показан раньше, поскольку именно в таком виде они приведены в использованном в статье обобщающем источнике. Для остальных сезонов даты премьер указаны только для единственной страны-производителя — Италии. Седьмой сезон стартовал раньше Италии в ряде стран, в числе которых страны Юго-Восточной Азии (22 июня 2015 года), Великобритания (4 июля 2015 года), Германия, Швейцария, Польша, Нидерланды и Бельгия (10 августа 2015 года).
Сезоны 1—3 также существуют в отредактированной версии компании 4Kids Entertainment, которая сделала их более подходящими для американской аудитории. В обобщающей таблице указаны даты премьер и окончаний этих сезонов в обеих версиях, однако версия 4Kids (сюжет которой отличается) не описывается в текущем списке, поскольку является отдельным продуктом. Хотя отдельные эпизоды третьего сезона стартовали в США раньше, даты их первоначального показа указаны только для Италии, чтобы соответствовать своим описаниям. Для итальянской премьеры третьего сезона доступны только даты показа первого и последнего эпизода, поскольку итальянских дат для остальных эпизодов не представлено в авторитетных источниках.

## Издания на DVD
| Сезон | Сезон | Премьера первого эпизода                           | Премьера последнего эпизода                       | Дата выхода DVD                                   | Дата выхода DVD | Дата выхода DVD                             | Дата выхода DVD |
| Сезон | Сезон | Премьера первого эпизода                           | Премьера последнего эпизода                       | Регион 1                                          | Регион 2        | Регион 4                                    | Регион 5        |
| ----- | ----- | -------------------------------------------------- | ------------------------------------------------- | ------------------------------------------------- | --------------- | ------------------------------------------- | --------------- |
|       | 1     | 28 января 2004 (оригинал) 19 июня 2004 (4Kids)     | 26 марта 2004 (оригинал) 11 декабря 2004 (4Kids)  | 12 июля 2005 (4Kids) 25 марта 2014 (оригинал)     | 4 марта 2004    | 11 мая 2005 (4Kids) 4 марта 2015 (оригинал) | 4 сентября 2009 |
|       | 2     | 19 апреля 2005 (оригинал) 10 сентября 2005 (4Kids) | 14 июля 2005 (оригинал) 11 марта 2006 (4Kids)     | 13 февраля 2007 (4Kids) 11 ноября 2014 (оригинал) | 12 октября 2005 | 5 июля 2006 (4Kids) 3 июня 2015 (оригинал)  | 27 октября 2009 |
|       | 3     | 30 сентября 2006 (4Kids) 29 января 2007 (оригинал) | 28 марта 2007 (оригинал) 22 сентября 2007 (4Kids) | 27 января 2009 (4Kids)                            | 19 марта 2007   | н/д                                         | 19 января 2010  |
|       | 4     | 15 апреля 2009                                     | 13 ноября 2009                                    | н/д                                               | 2 декабря 2009  | 24 октября 2012                             | 23 июня 2010    |
|       | 5     | 2 сентября 2012 (США) 16 октября 2012 (Италия)     | 24 апреля 2013 (Италия) 22 сентября 2013 (США)    | н/д                                               | 25 марта 2013   | 6 марта 2013                                | н/д             |
|       | 6     | 29 сентября 2013 (США) 6 января 2014 (Италия)      | 4 августа 2014 (Италия) 22 ноября 2015 (США)      | н/д                                               | 20 октября 2014 | 10 сентября 2014                            | н/д             |
|       | 7     | 21 сентября 2015                                   | 3 октября 2015                                    | н/д                                               | 18 марта 2016   | н/д                                         | н/д             |
|       | 8     | 15 апреля 2019                                     | 17 сентября 2019                                  | н/д                                               | н/д             | н/д                                         | н/д             |

## Эпизоды

### Первый сезон (2004)
| Номер в сериале | Номер в сезоне | Название                                                                              | Дата премьеры   | Дата премьеры в России (Канал СТС) |
| --- | -------------- | ------------------------------------------------------------------------------------- | --------------- | ---------------------------------- |
| 1 | 1              | «Неожиданное событие» Una fata a Gardenia (с итал. — «Фея в Гардинии»)                | 28 января 2004  | 21 апреля 2008                     |
| Шестнадцатилетняя земная девушка Блум из города Гардинии встречает юную волшебницу Стеллу. Неожиданно для самой себя Блум удаётся вызвать волшебные силы и помочь Стелле отбиться от огра Кнута и его монстров, пытающихся украсть у волшебницы кольцо. Стелла говорит о том, что и она, и Блум — феи. В доме Блум на девушек нападает тролль, но на помощь приходят специалисты из школы Красный Фонтан. Блум соглашается поступить в школу Алфея в измерении Магикс.   |                |                                                                                       |                 |                                    |
| 2 | 2              | «Добро пожаловать в Магикс!» Benvenuti a Magix!                                       | 30 января 2004  | 22 апреля 2008                     |
| Стелла проводит Блум в Алфею под именем принцессы Варанды. Блум знакомится со своими соседками в Алфее: Музой, Текной и Флорой. Они едут в город Магикс, где Блум подвергается нападению ведьм Айси, Дарси и Сторми из школы Облачная Башня, называющих себя Трикс, но её спасают подруги. По возвращении в Алфею прикрытие Блум раскрывают, но директриса разрешает ей остаться в школе. Блум с подругами создаёт команду «Клуб Винкс», чтобы вместе сражаться со злом. |                |                                                                                       |                 |                                    |
| 3 | 3              | «Алфея — школа для фей» L’anello di Stella (с итал. — «Кольцо Стеллы»)                | 2 февраля 2004  | 23 апреля 2008                     |
| Алфея и Красный Фонтан готовятся к балу, но неприглашённые ведьмы Трикс пытаются испортить праздник и получить кольцо Стеллы. Блум пытается остановить Трикс и в первый раз превращается в фею. |                |                                                                                       |                 |                                    |
| 4 | 4              | «Чёрное грязевое болото» La palude di Melmamora                                       | 4 февраля 2004  | 24 апреля 2008                     |
| Студенткам Алфеи дали задание проверить способности работать с природой без волшебства. У болота они встречают специалистов, чьё воздушное судно упало возле леса при перевозке тролля, напавшего на дом Блум. Винкс со специалистами — Скаем, Брендоном, Ривеном и Тимми — ищут беглеца, но тролль возвращается к Трикс, которым он служит. Винкс успешно сдают зачёт.                                                                                                  |                |                                                                                       |                 |                                    |
| 5 | 5              | «Свидание с кошмаром» Appuntamento al buio (с итал. — «Свидание вслепую»)             | 6 февраля 2004  | 25 апреля 2008                     |
| Стелла после свидания с принцем Скаем начинает искать кольцо, которое сама отдала на хранение Блум. Выясняется, что в Стеллу перевоплотилась Дарси, а настоящую Стеллу похитили Трикс. Винкс отправляются в город Магикс искать Стеллу и попадают в ловушку. Блум отдаёт Трикс кольцо ради спасения Стеллы. |                |                                                                                       |                 |                                    |
| 6 | 6              | «Миссия в Облачной башне» Missione a Torrenuvola                                      | 9 февраля 2004  | 28 апреля 2008                     |
| Трикс пытаются высвободить Огонь Дракона из кольца Стеллы, но понимают, что его там нет. Винкс проникают в Облачную Башню, чтобы вернуть кольцо. Там они попадают в западню, но Блум помогает призрак таинственной девушки. Об их вылазке становится известно директрисе Алфеи Фарагонде, и она временно лишает их волшебных сил. |                |                                                                                       |                 |                                    |
| 7 | 7              | «Друзья познаются в беде» A che servono gli amici? (с итал. — «Для чего нам друзья?») | 11 февраля 2004 | 29 апреля 2008                     |
| Винкс наказаны, и в то время, как вся Алфея уезжает на концерт, они должны убрать всю школу без магии. Феи приглашают специалистов, и уборка проходит под музыку и танцы. На них нападают Трикс вместе со специально созданным для этого монстром, но их останавливает Фарагонда. Трикс получают выговор от Гриффин, директрисы их школы. Фарагонда снимает наказание и возвращает Винкс их силы.                                                                        |                |                                                                                       |                 |                                    |
| 8 | 8              | «Дружба рушится» La festa della rosa (с итал. — «Праздник Роз»)                       | 13 февраля 2004 | 30 апреля 2008                     |
| Во время Праздника Роз Блум ссорится с Ривеном и в знак примирения передаёт ему шлем для гонок на ветроциклах, не зная, что его заколдовали Трикс. Блум узнаёт о колдовстве слишком поздно и не успевает предупредить Ривена. Под действием шлема он терпит аварию и чуть не погибает, но его спасает Дарси. Она влюбляет в себя Ривена с помощью магии, и он обвиняет Блум в колдовстве против него.                                                                    |                |                                                                                       |                 |                                    |
| 9 | 9              | «Обманутые!» Il tradimento di Riven (с итал. — «Предательство Ривена»)                | 16 февраля 2004 | 4 мая 2008                         |
| Во сне Блум видит девушку, спасшую Винкс в Облачной Башне. Блум выясняет, что это нимфа Дафна. Муза отправляется в город, где видит Ривена на свидании с Дарси, и на неё нападают Трикс. Винкс и специалисты приходят на помощь, но проигрывают, и их спасает Блум, неожиданно для себя высвободив огромную силу. Айси делает вывод, что Огонь Дракона может быть заключён в Блум.                                                                                       |                |                                                                                       |                 |                                    |
| 10 | 10             | «Проверка для Блум» La Fiamma del Drago (с итал. — «Огонь Дракона»)                   | 18 февраля 2004 | 5 мая 2008                         |
| В Алфее проходят экзамены в симуляторе, но Трикс меняют его настройки и нападают на Блум внутри. Им удаётся заставить её применить против них колоссальную энергию, что окончательно убеждает Айси в том, что Огонь Дракона заключён внутри Блум. |                |                                                                                       |                 |                                    |
| 11 | 11             | «Чудовище и ива» Il regno delle ninfe (с итал. — «Королевство водяных лилий»)         | 20 февраля 2004 | 6 мая 2008                         |
| Флора проводит эксперименты с растениями в районе грязевых болот. Винкс приходят её навестить и попадают на загадочный остров, где обнаруживают опасное дерево-монстра. Винкс уничтожают его, за что получают благодарность от водных нимф, а остров оказывается гигантской черепахой, которая пробуждается ото сна и уплывает вдаль. |                |                                                                                       |                 |                                    |
| 12 | 12             | «Мисс Магикс» Miss Magix                                                              | 23 февраля 2004 | 7 мая 2008                         |
| Стелла участвует в конкурсе красоты. Ведьма Люси очень хочет победить в нём, и Трикс дают ей красивую внешность. Когда Люси занимает первое место, а Стелла — второе, Трикс прямо на сцене возвращают Люси её прежнюю внешность, и она оказывается опозорена, а первое место присваивают Стелле. |                |                                                                                       |                 |                                    |
| 13 | 13             | «Большой секрет раскрыт» La Figlia del Fuoco (с итал. — «Дочь огня»)                  | 25 февраля 2004 | 8 мая 2008                         |
| В Алфее каникулы, и Блум проводит их со своими родителями — Майком и Ванессой. Блум помогает маме в цветочном магазине и видит, как какие-то люди пытаются обмануть Ванессу. Героиня отговаривает маму от сомнительной сделки с ними, и тогда мошенники поджигают магазин. Блум тушит огонь при помощи волшебства и вспоминает, как в детстве Майк спас её из огня. От родителей Блум узнаёт, что она им не родная дочь.                                                 |                |                                                                                       |                 |                                    |
| 14 | 14             | «Тёмный секрет Блум» Il segreto di Bloom (с итал. — «Тайна Блум»)                     | 27 февраля 2004 | 12 мая 2008                        |
| Блум идёт с Брендоном в Облачную Башню, чтобы найти ответы о своём прошлом. Трикс подсовывают ей книгу, которая гласит, что Блум происходит от ведьм. Убежав из школы ведьм, Блум в замешательстве оказывается в лесу, где подвергается нападению Трикс. За Блум вступается ведьма Мирта, которую Трикс превращают в тыкву. |                |                                                                                       |                 |                                    |
| 15 | 15             | «Главное — честь» Voci dal passato (с итал. — «Голоса из прошлого»)                   | 1 марта 2004    | 13 мая 2008                        |
| В Алфее проходит тест, и Блум случайно находит конверт с ответами. Винкс решают не заглядывать в конверт и таким образом единственные проходят проверку на честность. |                |                                                                                       |                 |                                    |
| 16 | 16             | «Холодное заклинание» Il nemico nell'ombra (с итал. — «Враг в тени»)                  | 3 марта 2004    | 14 мая 2008                        |
| Трикс посылают в Алфею монстра, который вызывает ночные кошмары у Стеллы, Музы и Текны. На следующую ночь Винкс устраивают дежурство и вступают в бой с монстром. Тут же появляются Трикс, но Фарагонда с ученицами уничтожают чудовище. Гриффин исключает Трикс из Облачной Башни. |                |                                                                                       |                 |                                    |
| 17 | 17             | «Тайна среди тайн» Il segreto di Brandon (с итал. — «Секрет Брендона»)                | 5 марта 2004    | 15 мая 2008                        |
| Блум сталкивается с принцессой Диаспро, которая утверждает, что она невеста Брендона. Блум принимает это за очередные проделки Трикс и вступает с ней в битву, в которой побеждает, но выясняется, что Скай и Брендон всё это время играли роли друг друга, а Диаспро — настоящая невеста Ская. Сердце Блум разбито, она решает уйти из школы. |                |                                                                                       |                 |                                    |
| 18 | 18             | «Хранительница силы дракона» Addio Magix! (с итал. — «Прощай, Магикс!»)               | 8 марта 2004    | 16 мая 2008                        |
| Блум покидает Магикс. Трикс отправляются на Землю, проникают домой к Блум и угрожают лишить жизни её родителей. Айси рассказывает Блум, что та является принцессой разрушенного королевства Домино и хранительницей великой силы Огня Дракона, после чего отбирает её у Блум. Стелла приходит проведать Блум уже после происшествия, вместе они отправляются назад в Алфею.                                                                                              |                |                                                                                       |                 |                                    |
| 19 | 19             | «Падение Магикса» Attacco ad Alfea (с итал. — «Нападение на Алфею»)                   | 10 марта 2004   | 19 мая 2008                        |
| Трикс с помощью силы Блум берут под контроль Облачную Башню, вызывают армию монстров и направляют её на Магикс. Скай в битве отказывается от предложения принцессы Диаспро покинуть поле боя, чем разрывает отношения с ней. Трикс бросают Ривена в темницу, и он понимает, что Дарси просто использовала его. |                |                                                                                       |                 |                                    |
| 20 | 20             | «Миссия в Домино» La scomparsa di Bloom (с итал. — «Исчезновение Блум»)               | 12 марта 2004   | 20 мая 2008                        |
| Винкс телепортируются на планету Домино, где Блум ищет информацию о своём прошлом. Там они подвергаются нападению гигантского чудовища, и Блум оказывается отделена от остальных Винкс. Трикс предлагают школам капитуляцию. Специалисты терпят поражение и вынуждены эвакуироваться в Алфею. Красный Фонтан разрушен. |                |                                                                                       |                 |                                    |
| 21 | 21             | «Корона мечты» Trappola di ghiaccio (с итал. — «Ледяная ловушка»)                     | 15 марта 2004   | 21 мая 2008                        |
| Блум находит остальных Винкс, и им является призрак Дафны. Выясняется, что она старшая сестра Блум, и они обе — дочери Оритела и Марион, короля и королевы Домино. Дафна отправила Блум на Землю, когда на Домино напали Ведьмы-прародительницы, но больше никто не спасся. Винкс снова подвергаются нападению монстров, но одолеть их помогают специалисты. По пути в Алфею Скай признаётся Блум в любви.                                                               |                |                                                                                       |                 |                                    |
| 22 | 22             | «Атака на Облачную башню» Il ritorno di Riven (с итал. — «Возвращение Ривена»)        | 17 марта 2004   | 22 мая 2008                        |
| Армия Трикс продолжает наступление. Блум, Стелла, Скай и Брендон отправляются в Облачную Башню в попытке вернуть силу Огня Дракона. Им помогает Кнут, покинувший Трикс. Там они встречают Ривена, который выбрался из темницы. |                |                                                                                       |                 |                                    |
| 23 | 23             | «Игра сил» Fuga da Torrenuvola (с итал. — «Побег из Облачной Башни»)                  | 19 марта 2004   | 23 мая 2008                        |
| Винкс и специалистам в Облачной Башне не удаётся найти Огонь Дракона. Трикс нападают на них, но директриса Гриффин задерживает Трикс и телепортирует студентов в Алфею. Скай и Блум отделяются от остальных на ветроцикле, но тот разбивается, и они оказываются одни в лесу. |                |                                                                                       |                 |                                    |
| 24 | 24             | «Осада ведьм» Il mistero del lago (с итал. — «Загадка озера»)                         | 22 марта 2004   | 26 мая 2008                        |
| Трикс начинают атаку на Алфею. Скай и Блум скрываются в лесу. Наутро Блум, следуя за голосом Дафны, отправляется на озеро Роккалуче, чтобы вернуть силу Огня Дракона. Скай отправляется в Магикс и обнаруживает, что весь город разрушен. |                |                                                                                       |                 |                                    |
| 25 | 25             | «Последний вызов» Il sonno di Magix (с итал. — «Сон Магикса»)                         | 24 марта 2004   | 27 мая 2008                        |
| Скай в Магиксе пытается отбиться от монстров, но его спасает Блум, и вместе они летят в Алфею. Блум на озере Роккалуче встречает Дафну, которая объясняет ей, что Огонь Дракона невозможно отнять, и Блум вновь обретает свои силы, поверив в себя. Тем временем, Флоре удаётся вернуть Мирте человеческий облик. Трикс увеличивают мощь своей армии и идут в последнее наступление на Алфею.                                                                            |                |                                                                                       |                 |                                    |
| 26 | 26             | «Падение ведьм» Battaglia finale (с итал. — «Последняя битва»)                        | 26 марта 2004   | 28 мая 2008                        |
| В Алфее продолжается сражение с монстрами, силы фей и специалистов на исходе. Блум приходит им на помощь и использует всю свою мощь против Трикс. В финальной битве с Айси она одерживает победу, и наступление монстров прекращается. Осада ведьм снята, и Трикс отправляют на перевоспитание в монастырь Светлый Камень. Мирта решает поступить в Алфею. |                |                                                                                       |                 |                                    |

### Второй сезон (2005)
| Номер в сериале | Номер в сезоне | Название                                                                                            | Дата премьеры  | Дата премьеры в России (Канал СТС) |
| --- | -------------- | --------------------------------------------------------------------------------------------------- | -------------- | ---------------------------------- |
| 27 | 1              | «Тень Феникса» La fenice d'ombra (с итал. — «Тёмный Феникс»)                                        | 19 апреля 2005 | 29 мая 2008                        |
| Винкс начинают второй год своего обучения, и Блум находит в Алфее секретный архив, охраняемый пикси Конкордой, в котором хранится часть волшебного кодекса, позволяющего получить мощнейшую волшебную силу Реликс. В это время неизвестная фея пытается освободить семерых пикси из заключения в замке тёмного лорда Даркара, но ей удаётся сбежать только со своей пикси Пифф. На исходе сил она приходит в Алфею и встречается с Винкс.              |                | |                |                                    |
| 28 | 2              | «Трикс берутся за старое» Il ritorno delle Trix (с итал. — «Возвращение Трикс»)                     | 21 апреля 2005 | 30 мая 2008                        |
| Лорд Даркар помогает Трикс бежать из монастыря и дарит им новые силы в обмен на служение ему. Винкс узнают, что девушка, которую они нашли — принцесса Лейла с планеты Андрос, и она противостоит Даркару. |                | |                |                                    |
| 29 | 3              | «Спасательная операция» Missione di salvataggio                                                     | 26 апреля 2005 | 2 июня 2008                        |
| Блум, Скай, Брендон и Стелла отправляются спасать пикси. Стелла и Брендон падают в реку и оказываются в мире Нижних Земель. |                | |                |                                    |
| 30 | 4              | «Принцесса Аментия» La principessa Amentia                                                          | 28 апреля 2005 | 3 июня 2008                        |
| Стелла и Брендон в подземном мире знакомятся с принцессой Аментией и влюблённым в неё слугой Спонсусом. Принцессе приглянулся Брендон, и она предлагает ему женитьбу. Тот отказывается, но Аментия угрожает ему тем, что запрёт Стеллу в Нижних Землях, где она не проживёт и недели. Брендон соглашается из любви к Стелле. |                | |                |                                    |
| 31 | 5              | «Волшебные узы» Magico Bonding                                                                      | 3 мая 2005     | 4 июня 2008                        |
| Блум, Скай и Лейла встречают Стеллу, которая спасает их от монстров. Лейла безуспешно пытается спасти пикси. Трикс нападают на Ская, Блум и Стеллу, но их спасает неизвестный крылатый паладин. Даркар отпускает пленниц, и у Блум со Стеллой появляются свои пикси, с которыми они связываются волшебными узами. |                | |                |                                    |
| 32 | 6              | «Сбежавший жених» Il matrimonio di Brandon (с итал. — «Свадьба Брендона»)                           | 5 мая 2005     | 5 июня 2008                        |
| Брендона ведут на свадьбу с принцессой, но пикси Амур влюбляет её в Спонсуса. Принцесса отпускает Брендона, и герои возвращаются в Алфею. Оставшиеся там феи также получают в напарники своих пикси. |                | |                |                                    |
| 33 | 7              | «Загадочный камень» La pietra misteriosa                                                            | 10 мая 2005    | 6 июня 2008                        |
| В окрестностях Алфеи появляется таинственный каменный монолит. Винкс безуспешно пытаются разрушить его и сдаются, но Блум остаётся упорно атаковать камень. В результате его разрушает паладин, спасший Винкс в логове Даркара. Его зовут Авалон, и он объясняет, что теперь преподаёт в Алфее и сам создал камень для проверки способностей фей. |                | |                |                                    |
| 34 | 8              | «Незваные гости на вечеринке» Il guasta feste (с итал. — «Испорченная вечеринка»)                   | 12 мая 2005    | 7 июня 2008                        |
| Даркар посылает Трикс за частью волшебного кодекса в Красный Фонтан, где происходит церемония открытия отстроенной школы. Для отвлечения внимания публики Даркар использует монстра, но того укрощает Гелия — специалист, приглянувшийся Флоре. Феи не дают Трикс украсть кодекс. |                | |                |                                    |
| 35 | 9              | «Секрет профессора Авалона» Il segreto del professor Avalon                                         | 17 мая 2005    | 9 июня 2008                        |
| Текна и её пикси Диджит узнают, что Авалон может превращаться в монстра. Феи начинают расследование, но Блум очень доверяет профессору и не отходит от него ни на шаг. Опасения Винкс не подтверждаются. |                | |                |                                    |
| 36 | 10             | «Тайник для кодекса» La cripta del codice                                                           | 19 мая 2005    | 10 июня 2008                       |
| Блум ссорится со Скаем, вместе с остальными Винкс она направляется в Красный Фонтан, чтобы поговорить с ним. В это время на школу нападают Трикс и похищают первую часть Кодекса. Скай получает травму в бою и не дышит, но Блум удаётся вернуть его к жизни. |                | |                |                                    |
| 37 | 11             | «Гонка против времени» Corsa contro il tempo                                                        | 24 мая 2005    | 11 июня 2008                       |
| Под чарами Даркара пикси испытывают непреодолимую тягу вернуться в своё поселение — так тёмный лорд хочет узнать дорогу туда. Винкс удерживают пикси в Алфее, и Блум удаётся снять с них заклятие. |                | |                |                                    |
| 38 | 12             | «Винкс вместе!» Unite per la vittoria (с итал. — «Вместе к победе»)                                 | 26 мая 2005    | 16 июня 2008                       |
| Один из специалистов Красного Фонтана попадает под гипноз Дарси и изменяет настройки симулятора в Алфее. Феям Винкс при прохождении теста угрожает опасность, но им удаётся объединить свои силы и победить монстров. |                | |                |                                    |
| 39 | 13             | «Невидимые пикси» La dama del ballo (с итал. — «Королева бала»)                                     | 31 мая 2005    | 17 июня 2008                       |
| Винкс сбегают с уроков и отправляются в Гардинию, чтобы развеяться. Лейла и Муза идут в танцевальный клуб, где своим волшебством привлекают внимание местной банды хулиганов. Девушку спасают Фарагонда и Гризельда, которые забирают их в Алфею и наказывают за проступок. |                | |                |                                    |
| 40 | 14             | «Бой на планете Эраклион» Battaglia sul pianeta Eraklyon                                            | 2 июня 2005    | 18 июня 2008                       |
| Скай вместе с Блум едет в своё королевство Эраклион, чтобы представить Блум своим родителям. Выясняется, что они не считают её подходящей парой для сына. Тем временем, бывшая невеста Ская принцесса Диаспро похищена группой ниндзя «Йошинойа», работающей на эраклионского преступника, желающего получить выкуп. Блум спасает принцессу Диаспро, и родители Ская меняют своё отношение к Блум. Сторми нападает на Музу в Алфее, но Муза побеждает. |                | |                |                                    |
| 41 | 15             | «Шоу должно продолжаться» Lo spettacolo continua                                                    | 7 июня 2005    | 19 июня 2008                       |
| Муза выступает на концерте в Красном Фонтане, но отец Музы не одобряет её занятие музыкой и хочет перевести её в другую школу. Сторми нападает на отца Музы, но та с помощью силы мелодии изгоняет Сторми. Отец разрешает Музе остаться в Алфее и заниматься музыкой. |                | |                |                                    |
| 42 | 16             | «Хэллоуинкс!» Hallowinx!                                                                            | 9 июня 2005    | 20 июня 2008                       |
| Митци, соседка Блум из Гардинии, пригласила Блум и её подруг на Хэллоуин. Во время праздника Митци пытается всячески насолить Блум и навеять страха на Винкс, но попадает в свои собственные ловушки. |                | |                |                                    |
| 43 | 17             | «Сближение с ведьмами» Gemellaggio con le streghe                                                   | 14 июня 2005   | 23 июня 2008                       |
| Фарагонда и Гриффин предполагают возможное вторжение Трикс в Облачную Башню и отправляют туда Винкс под прикрытием. Трикс оказываются уже внутри и частично захватывают контроль над Облачной Башней. Между ними и Винкс начинается борьба. |                | |                |                                    |
| 44 | 18             | «В сердце Облачной башни» Nel cuore di Torrenuvola                                                  | 16 июня 2005   | 24 июня 2008                       |
| Трикс скрываются в коридорах Облачной Башни, продолжая поиски Кодекса. Винкс и ведьмы пытаются обнаружить Трикс, но те деформируют стены Облачной Башни, и все девушки оказываются отделены друг от друга. Винкс пробуют объединить усилия против Трикс, но не могут прийти к гармонии, и Трикс похищают Кодекс. |                | |                |                                    |
| 45 | 19             | «Шпион в тени» La Spia nell'ombra                                                                   | 21 июня 2005   | 25 июня 2008                       |
| Профессор Авалон накладывает заклинание на Блум, которое гипнотизирует её и заставляет служить Даркару. Блум врывается в библиотеку Алфеи и похищает третью часть Кодекса. Стелла, Лейла, Текна, Муза и Флора пытаются помешать ей, но терпят неудачу, и она отправляет Кодекс Даркару. После этого Авалон сам снимает с неё свои чары, чтобы никто не уличил его в обмане.                                                                            |                | |                |                                    |
| 46 | 20             | «Поселение пикси» Il villaggio delle Pixies                                                         | 23 июня 2005   | 26 июня 2008                       |
| Винкс едут со специалистами на каникулы. Авалон инсценирует собственное отравление неким растением, и пикси Ливи летит в Поселение Пикси за лекарством. За ней следит Айси, и ей удаётся завладеть четвёртой частью Кодекса. Блум получает трансформацию Чармикс за то, что поверила в друзей. |                | |                |                                    |
| 47 | 21             | «Сила Чармикса» Il potere del charmix                                                               | 28 июня 2005   | 27 июня 2008                       |
| Винкс и специалисты отдыхают на каникулах. Даркар направляет к ним Трикс, чтобы заполучить Блум, которая нужна ему для высвобождения силы Реликса, поскольку она открывается только обладателям Огня Дракона. Трикс нападают на Винкс и специалистов. Стелла получает Чармикс за преодоление эгоизма в отношениях с Лейлой, а Муза — за доверие Ривену.                                                                                                |                | |                |                                    |
| 48 | 22             | «Опасность на Диких землях» Wildland: la grande trappola (с итал. — «Дикие Земли: большая ловушка») | 30 июня 2005   | 30 июня 2008                       |
| Трикс продолжают сражаться с Винкс и специалистами. Тимми разрабатывает план победы над ведьмами, но те сбегают. Лейла получает Чармикс за преодоление страха темноты, а Текна — за открытость с Тимми. Пикси заболевают неизвестной болезнью — им нужно вернуться в Поселение, чтобы Древо Жизни могло исцелить их, но выясняется, что Древо тоже болеет.                                                                                             |                | |                |                                    |
| 49 | 23             | «Время правды» Il momento della verita (с итал. — «Момент истины»)                                  | 5 июля 2005    | 1 июля 2008                        |
| Флора исцеляет Древо Жизни. Вскоре она признаётся Гелии в любви и за это получает Чармикс. В Алфее появляется настоящий Авалон — всё это время он был в плену Даркара. Фарагонда понимает, что первый Авалон был шпионом. Блум попадает в ловушку фальшивого Авалона. От концентрации тьмы она теряет сознание, и тёмный клон относит её в замок Даркара.                                                                                              |                | |                |                                    |
| 50 | 24             | «Пленница Даркара» Prigioniera di Darkar                                                            | 7 июля 2005    | 2 июля 2008                        |
| Винкс, пикси и специалисты отправляются спасать Блум в подземный замок Даркара. Последний в это время заканчивает превращение Блум в свою приспешницу. |                | |                |                                    |
| 51 | 25             | «Лицом к лицу с врагом» Faccia a faccia con il nemico                                               | 12 июля 2005   | 3 июля 2008                        |
| Специалисты и Винкс проникают в замок Даркара, где начинается бой между ними и армией монстров. Даркару больше не нужны Трикс, и он отправляет их в измерение, описанное им как «пустота» и «тёмное забвение». Стелла, Лейла, Муза и Флора вместе с пикси отправляются спасать Блум, но сталкиваются с огромным монстром Даркара. Даркар и Блум в другом измерении пытаются высвободить силу Реликс из волшебного кодекса.                             |                | |                |                                    |
| 52 | 26             | «Феникс разоблачён» Le ceneri della Fenice (с итал. — «Пепел Феникса»)                              | 14 июля 2005   | 4 июля 2008                        |
| Фарагонда, Гриффин и учитель из Красного Фонтана по имени Кодаторта помогают Винкс справиться с монстром, и те настигают Даркара. Трикс освобождаются из забвения, но проигрывают Даркару. Блум зачитывает заклинание и высвобождает силу Реликс, но благодаря любви Ская освобождается от тёмной магии и вместе с остальными Винкс уничтожает Даркара.                                                                                                |                | |                |                                    |

### Третий сезон (2007)
| Номер в сериале | Номер в сезоне | Название                                                                       | Дата премьеры    | Дата премьеры в России (Канал СТС) |
| --- | -------------- | ------------------------------------------------------------------------------ | ---------------- | ---------------------------------- |
| 53 | 1              | «Бал принцессы» Il ballo della principessa                                     | 30 сентября 2006 | 7 июля 2008                        |
| В Алфее каникулы. Винкс отправляются на Солярию, родную планету Стеллы, на бал в её честь. Тем временем Трикс за их преступления отправляют в ледяное измерение Омега, но они там не замерзают, а освобождают из заточения тёмного мага Валтора, жаждущего захватить мир.                                                                                              |                |                                                                                |                  |                                    |
| 54 | 2              | «Знак Валтора» Il marchio di Valtor                                            | 7 октября 2006   | 8 июля 2008                        |
| Стелла знакомит Блум со своей мачехой графиней Кассандрой и её дочерью Химерой, которых она ненавидит. В Солярию проникает Валтор и даёт Кассандре с Химерой тёмные силы в обмен на разрешение искупаться в лучах Солнца Солярии, чтобы восстановить свои силы. |                |                                                                                |                  |                                    |
| 55 | 3              | «Фея и чудовище» La principessa e la bestia (с итал. — «Принцесса и чудовище») | 28 октября 2006  | 9 июля 2008                        |
| При помощи своих новых сил Химера превращает Стеллу в уродливого монстра, а Кассандра внушает королю, что это не его дочь. Превращённая Стелла не может пользоваться магией и вместе с Винкс сбегает из дворца. Трикс начинают симпатизировать Валтору. |                |                                                                                |                  |                                    |
| 56 | 4              | «Зеркало правды» Lo specchio della verita                                      | 4 ноября 2006    | 10 июля 2008                       |
| Винкс находят Зеркало Правды, которое возвращает Стелле её прежний облик. |                |                                                                                |                  |                                    |
| 57 | 5              | «Море страха» Il mare della paura                                              | 11 ноября 2006   | 11 июля 2008                       |
| Винкс прибывают на Андрос, где они сражаются с Трикс и побеждают, а Валтор знакомится с Блум. Лейла вызывает мага на бой, и тот лишает её зрения. |                |                                                                                |                  |                                    |
| 58 | 6              | «Выбор Лейлы» La scelta di Aisha                                               | 18 ноября 2006   | 14 июля 2008                       |
| Винкс освобождают королеву русалок Андроса из плена Валтора. Она находит способ вылечить глаза Лейлы, но русалку ранит морское чудовище, и Лейла жертвует лекарством ради спасения королевы, за что получает трансформацию Энчантикс |                |                                                                                |                  |                                    |
| 59 | 7              | «Команда света» La Compagnia della Luce                                        | 25 ноября 2006   | 15 июля 2008                       |
| Лейла с помощью волшебной пыльцы Энчантикса возвращает зрение. Скай приглашает Блум на бал в честь тысячелетия Эраклиона. За самовольное покидание школы Винкс дают задание навести в библиотеке порядок. Блум узнаёт, что её родители являлись участниками Команды Света и именно они заточили Валтора в измерении Омега.                                             |                |                                                                                |                  |                                    |
| 60 | 8              | «Предательский бал» Una sleale avversaria (с итал. — «Неравный противник»)     | 14 февраля 2007  | 16 июля 2008                       |
| Блум посещает бал со Скаем. Диаспро знакомится с Валтором, и тот даёт ей приворотное зелье. Скай под его воздействием отвергает Блум, нападает на Винкс и специалистов. Стелла спасает своего отца от обезумевшего дракона и получает Энчантикс. |                |                                                                                |                  |                                    |
| 61 | 9              | «Сердце и меч» Il cuore e la spada                                             | 16 февраля 2007  | 17 июля 2008                       |
| Винкс пытаются выяснить, что произошло со Скаем. Брендон отвлекает внимание королевских стражников, и Стелла освобождает Ская от заклинания при помощи волшебной пыльцы. |                |                                                                                |                  |                                    |
| 62 | 10             | «Алфея в засаде» Alfea sotto assedio                                           | 19 февраля 2007  | 18 июля 2008                       |
| Валтор и Трикс захватывают Облачную башню. Трикс вторгаются в Алфею, чтобы украсть заклинания из архива. Принцесса Галатея с Мелодии, родной планеты Музы, пытается помочь Винкс, но попадает в огненную ловушку. Муза спасает Галатею и получает Энчантикс. Фарагонда пропадает после боя в лесу с Валтором.                                                          |                |                                                                                |                  |                                    |
| 63 | 11             | «Ловушка для фей» Trappola per fate                                            | 21 февраля 2007  | 21 июля 2008                       |
| Винкс и пикси ищут Фарагонду, чей след ведёт к Облачной Башне. Там Винкс проигрывают битву Валтору, он оставляет их без сил и удаляется. Феи просят помощи у существ Облачной Башни. От них они узнают, что Фарагонда заключена в дереве, а средство для её свобождения находится на Линфее — родной планете Флоры.                                                    |                |                                                                                |                  |                                    |
| 64 | 12             | «Слёзы чёрной ивы» Le lacrieme del salice nero                                 | 23 февраля 2007  | 22 июля 2008                       |
| Винкс отправляются на планету Линфея, чтобы найти слёзы Чёрной ивы, которые помогут Фарагонде. Трикс отравляют слёзы и бросают сестру Флоры Миеле в отравленное озеро. Спасая сестру, Флора получает Энчантикс, а затем Винкс освобождают Фарагонду. |                |                                                                                |                  |                                    |
| 65 | 13             | «Один последний взмах крыльев» Un ultimo battito d'ali                         | 26 февраля 2007  | 23 июля 2008                       |
| Винкс отправляются на Андрос, чтобы закрыть портал в измерение Омега. Текна жертвует собой, закрыв портал изнутри. Она получает Энчантикс, но пропадает в измерении Омега. |                |                                                                                |                  |                                    |
| 66 | 14             | «Ярость!» Furia!                                                               | 28 февраля 2007  | 24 июля 2008                       |
| Винкс хотят отомстить Валтору за Текну, но проигрывают. Фарагонда отправляет Блум на остров драконов Пирос, чтобы набраться сил. Скай приходит в себя после заклинания Диаспро. |                |                                                                                |                  |                                    |
| 67 | 15             | «Остров драконов» L'isola dei Draghi                                           | 2 марта 2007     | 25 июля 2008                       |
| Блум на Пиросе находит маленького дракона Бадди, который помогает ей научиться мыслить как драконы. Валтор по совету Дарси направляется в один из волшебных миров и крадёт его магию. |                |                                                                                |                  |                                    |
| 68 | 16             | «Из пепла» Dalle ceneri                                                        | 5 марта 2007     | 28 июля 2008                       |
| Тимми получает сигнал от Текны из Омеги, и Винкс со специалистами отправляются её спасать, но попадают в плен к стражникам Омеги. На Пиросе Блум встречает хранительницу острова Майю и сражается с Трикс. Во время сражения Блум поверила, что Валтору не победить, и за это получила Энчантикс.                                                                      |                |                                                                                |                  |                                    |
| 69 | 17             | «В змеином логове» Nella tana del serpente                                     | 7 марта 2007     | 29 июля 2008                       |
| Блум и Скай отправляются в измерение Омега, чтобы найти Текну, спасают её и освобождают остальных от стражников. |                |                                                                                |                  |                                    |
| 70 | 18             | «Ларец Валтора» Lo scrigno di Valtor                                           | 9 марта 2007     | 30 июля 2008                       |
| Валтор хочет получить Ларец Агадора для хранения заклинаний, а Винкс пытаются ему помешать. Неожиданно на помощь Лейле приходит молодой волшебник Офир, но он попадает под заклинание Валтора, и Лейла отдаёт магу Ларец, чтобы спасти Офира. |                |                                                                                |                  |                                    |
| 71 | 19             | «В последний момент» All'ultimo minuto                                         | 12 марта 2007    | 31 июля 2008                       |
| Винкс отправляются на Солярию, чтобы оградить отца Стеллы от свадьбы с Кассандрой, и снимают с него заклинание Валтора с помощью волшебной пыльцы. Кассандру и Химеру отправляют в тюрьму. |                |                                                                                |                  |                                    |
| 72 | 20             | «Задание для пикси» La carica delle Pixie                                      | 14 марта 2007    | 1 августа 2008                     |
| Трикс нападают на Поселение Пикси, но пикси отражают атаку ведьм своими силами. Трикс с позором сбегают. |                |                                                                                |                  |                                    |
| 73 | 21             | «Красная башня» La Torre Rossa                                                 | 16 марта 2007    | 4 августа 2008                     |
| Винкс и специалисты отправляются за Водными Звёздами, которые способны победить Валтора. На их корабль тайно проникает Офир. Его подозревают в шпионаже, но когда он спасает Лейлу от монстра, она начинает доверять новому знакомому. |                |                                                                                |                  |                                    |
| 74 | 22             | «Кристальный лабиринт» Il labirinto di cristallo                               | 19 марта 2007    | 5 августа 2008                     |
| Текна, Стелла и Муза входят в Кристальный Лабиринт, где хранятся Водные Звёзды. В конце лабиринта феям предлагается пожертвовать уникальной возможностью или тем дорогим, что у них есть, ради получения звёзд, и все они идут на жертву. Древние существа возвращают феям то, от чего они отказались, и дают им Водные Звёзды. Офир признаётся в чувствах Лейле.      |                |                                                                                |                  |                                    |
| 75 | 23             | «Вызов мага» La sfida dei maghi                                                | 21 марта 2007    | 6 августа 2008                     |
| Валтор вызывает директоров трёх школ на дуэль, но обманом заставляет их драться против самих себя, а сам идёт в библиотеку Алфеи за древними заклинаниями. Блум активирует Водные Звёзды, но Валтор обманом заставляет её отступить, сказав, что её родители заточены в нём. Лейла узнаёт, что Офир — на самом деле Набу, за которого родители хотели выдать её замуж. |                |                                                                                |                  |                                    |
| 76 | 24             | «Откровение ведьм» La rivelazione delle streghe                                | 23 марта 2007    | 7 августа 2008                     |
| Чтобы узнать правду о родителях, Блум решает спросить Ведьм-прародительниц, связавшись с ними через Облачную башню. Валтор сделал школу невидимой, но Винкс расколдовывают её. От ведьм Блум узнаёт, что Валтор сказал неправду, и её родители всё ещё живы. Валтор увеличил силы Трикс, но несмотря на это Винкс вновь побеждают ведьм.                               |                |                                                                                |                  |                                    |
| 77 | 25             | «Злость мага» L'ira dello stregone                                             | 26 марта 2007    | 8 августа 2008                     |
| Трикс выводят Валтора из себя, и он превращается в монстра, чем вызывает у них отвращение и страх. Он насылает на Магикс тёмные заклинания, захватывает Водные Звёзды и использует их силу против Блум. Винкс останавливают мага и возвращают украденные Валтором из разных миров заклинания на свои места. Трикс возвращаются в Светлый Камень.                       |                |                                                                                |                  |                                    |
| 78 | 26             | «Новое начало» Un nuovo inizio                                                 | 28 марта 2007    | 11 августа 2008                    |
| Флора, Лейла и Муза восстанавливают уничтоженный Валтором лес. Ведьмы-прародительницы отнимают большинство сил Валтора и его человеческий облик за его провал. Тот пленяет специалистов и вызывает Винкс на бой на Андросе. Блум использует заклинание, которому научилась на Пиросе, и побеждает Валтора. Она полна решимости найти своих настоящих родителей.        |                |                                                                                |                  |                                    |

### Четвёртый сезон (2009)
| Номер в сериале | Номер в сезоне | Название                                           | Дата премьеры   | Дата премьеры в России (Канал СТС) |
| --- | -------------- | -------------------------------------------------- | --------------- | ---------------------------------- |
| 79 | 1              | «Охотники на фей» I cacciatori di fate             | 15 апреля 2009  | 8 декабря 2009                     |
| Фарагонда рассказывает Винкс о трансформации Беливикс. Внезапно в Алфее появляются маги Чёрного Круга: Огрон, Гантлос, Думан и Анаган. Они хотят поймать последнюю фею Земли и думают, что это Блум. Винкс проигрывают в битве с ними. Огрон пытается телепортировать Блум через портал Чёрного Круга, но понимает, что она не их цель, и маги исчезают. |                |                                                    |                 |                                    |
| 80 | 2              | «Древо жизни» L'Albero Della Vita                  | 17 апреля 2009  | 9 декабря 2009                     |
| Винкс узнают, что маги Чёрного Круга всю жизнь охотились на фей Земли и теперь ищут последнюю из них. Девушки отправляются в Поселение Пикси, где Древо Жизни рассказывает им, что искать последнюю земную фею предстоит в Гардинии. |                |                                                    |                 |                                    |
| 81 | 3              | «Последняя фея на Земле» L'ultima Fata della Terra | 20 апреля 2009  | 10 декабря 2009                    |
| Винкс прибывают в Гардинию и отправляются к приёмным родителям Блум. После нескольких неудачных попыток Винкс найти работу, Флора создаёт волшебных питомцев, и девушки открывают свой зоомагазин под названием «Любовь и Звери». |                |                                                    |                 |                                    |
| 82 | 4              | «Любовь и звери» Love & Pet                        | 22 апреля 2009  | 11 декабря 2009                    |
| Блум встречает своего старого друга Энди, который приглашает Винкс в музыкальный бар «Фрутти Мьюзик». Специалисты оказываются в Гардинии по поручению Фарагонды, чтобы обеспечить безопасность Винкс, а маги Чёрного Круга прибывают туда, чтобы найти последнюю фею Земли. В битве с магами специалисты помогают Винкс, но между ними и феями происходит ссора. |                |                                                    |                 |                                    |
| 83 | 5              | «Подарок Митси» Il regalo del Mitzi                | 24 апреля 2009  | 14 декабря 2009                    |
| Специалисты испытывают трудности с заработком на Земле. Маги Чёрного Круга проникают в зоомагазин и накладывают заклинание на волшебных питомцев, которое превращает их в монстров. По стечению обстоятельств Брендон спасает от монстров Митси, и Стелла ревнует его. |                |                                                    |                 |                                    |
| 84 | 6              | «Фея в опасности» Una Fata in Pericolo             | 27 апреля 2009  | 15 декабря 2009                    |
| Винкс понимают, последняя фея Земли — это официантка бара «Фрутти Мьюзик» по имени Рокси. Об этом узнают и маги Чёрного Круга, и Винкс вынуждены защищать девушку. Наблюдая за битвой, Рокси заставляет себя поверить в магию Винкс, чем помогает им обрести Беливикс. |                |                                                    |                 |                                    |
| 85 | 7              | «Винкс Беливикс» Winx Believix                     | 29 апреля 2009  | 16 декабря 2009                    |
| Получив Беливикс, Винкс чувствуют себя увереннее в битвах с магами. Рокси начинает верить в то, что она обладает магией, и делает попытки применять и контролировать свои силы. Специалисты получают работу в баре «Фрутти Мьюзик». |                |                                                    |                 |                                    |
| 86 | 8              | «Белый круг» Il Cerchio Bianco                     | 1 мая 2009      | 17 декабря 2009                    |
| Винкс и Рокси едут на ферму, но маги находят их и там, и феи вновь вынуждены отражать атаку. Маги устраивают пожар в одной из построек, а Рокси обнаруживает загадочный Белый Круг, воздействие которого заставляет магов отступать. |                |                                                    |                 |                                    |
| 87 | 9              | «Небула» Nebula                                    | 4 мая 2009      | 18 декабря 2009                    |
| В Гардинию прибывает отец Ская, чтобы повидаться с ним. В это время Рокси попадает под контроль земной феи через Белый Круг и отправляется отомстить магам. Винкс направляются вслед, и Блум освобождает Рокси от воздействия Белого Круга. |                |                                                    |                 |                                    |
| 88 | 10             | «Песня Музы» La canzone di Musa                    | 6 мая 2009      | 21 декабря 2009                    |
| Муза произвела впечатление на продюсера Джейсона Куина, и тот приглашает её на студию звукозаписи. Ривен ревнует её к нему и злится. Винкс вновь сталкиваются с уловками магов и ликвидируют пожар в здании, спасая при этом людей. Теперь их в облике фей увидел весь город. У Музы и Ривена наступает раскол. |                |                                                    |                 |                                    |
| 89 | 11             | «Клуб Винкс навсегда!» Winx Club per sempre        | 8 мая 2009      | 22 декабря 2009                    |
| Маги Чёрного Круга приходят домой к Рокси, но её снова спасают Винкс. Блум, Стелла, Муза, Флора и Текна отправляются за покупками, где внезапно появляются пятеро грабителей в масках. На помощь им приходит Лейла, и феи передают преступников в руки полиции. Набу делает Лейле предложение руки и сердца. |                |                                                    |                 |                                    |
| 90 | 12             | «Папа! Я фея!» Papa! Sono Una Fata!                | 11 мая 2009     | 23 декабря 2009                    |
| Думан в облике отца Рокси проникает к ней в дом и похищает её. Винкс отправляются на её поиски и встречают магов Чёрного Круга в баре «Фрутти Мьюзик». Рокси удаётся освободиться, и она впервые превращается в фею. Феи Винкс и специалисты помогают ей в битве с магами. |                |                                                    |                 |                                    |
| 91 | 13             | «Атака магов» L'Attacco Degli Stregoni             | 13 мая 2009     | 24 декабря 2009                    |
| Маги продолжают нападение, но Винкс и специалисты отражают атаку. Огрон требует, чтобы Рокси отдала ему кольцо, в котором заключена магия Белого Круга, но Рокси находит в себе силы и обрушивает на него всю свою энергию. Маги Чёрного Круга оказываются ослаблены, и Винкс побеждают их. |                |                                                    |                 |                                    |
| 92 | 14             | «7: идеальная цифра» 7: Il Numero Perfetto         | 14 октября 2009 | 25 декабря 2009                    |
| Винкс становятся популярными в Гардинии. Они сталкиваются с браконьерами, которые похищают редких животных во всему городу. Муза и Ривен по-прежнему в ссоре. |                |                                                    |                 |                                    |
| 93 | 15             | «Волшебные уроки» Lezioni di Magia                 | 16 октября 2009 | 28 декабря 2009                    |
| Маги Чёрного Круга недовольны популярностью Винкс и решают подорвать их репутацию, превратив Митци и её подруг в злое подобие фей, но Блум снимает с них заклинание. Джейсон Куин приглашает Музу спеть на его свадьбе. |                |                                                    |                 |                                    |
| 94 | 16             | «Виртуальный мир» Un Mondo Virtuale                | 19 октября 2009 | 29 декабря 2009                    |
| Текна создаёт виртуальный мир в компьютере, чтобы спрятать в нём Белый Круг. Пока Винкс выступают в баре, маги входят в виртуальный мир, чтобы найти артефакт, но терпят неудачу. |                |                                                    |                 |                                    |
| 95 | 17             | «Заколдованный остров» L'isola incantata           | 21 октября 2009 | 30 декабря 2009                    |
| Винкс отправляются на остров Тир Нан Ог из видения Рокси. Таинственная фигура продолжает переговоры с Рокси, и некая сила похищает Винкс, поместив их в тюрьму земных фей. Выясняется, что фею, использовавшую Белый Круг, зовут Небула. Винкс освобождают заключённых фей, но те хотят отомстить магам за своё заточение, а также людям Земли за утрату веры в фей. Винкс отказываются помогать им с местью, и из-за этого королева земных фей Моргана затевает с ними вражду. |                |                                                    |                 |                                    |
| 96 | 18             | «Ярость природы» La Furia della Natura             | 26 октября 2009 | 31 декабря 2009                    |
| Фея природы Диана затевает месть против человечества, начиная с Гардинии. Она превращает город в джунгли, её растения и гигантские пауки атакуют людей, а специалистов она похитила. Винкс узнают от Фарагонды, что у Беливикса существуют дополнительные силы. |                |                                                    |                 |                                    |
| 97 | 19             | «Королевство Дианы» Nel Regno di Diana             | 28 октября 2009 | 11 января 2010                     |
| Фарагонда вызывает Эфирных Фей — древних созданий, единожды предоставляющих феям Дары Судьбы, помогающие приспособиться к тому или иному виду окружающей среды. Винкс получают от них Софикс — дар мудрости, позволяющий прийти к гармонии с природой. Героини отправляются к берегам Амазонки и с помощью новых сил побеждают помощниц Дианы. Муза, Флора и Лейла попадают в ловушку, пытаясь освободить специалистов. Блум, Текна и Стелла натыкаются на местных туземцев.    |                |                                                    |                 |                                    |
| 98 | 20             | «Подарок судьбы» I doni del destino                | 30 октября 2009 | 12 января 2010                     |
| Винкс освобождают специалистов, а Диана слабеет с каждой минутой, потому что браконьеры вырубают леса Амазонки. Винкс с помощью Софикса восстанавливают природу. Диана в благодарность убирает джунгли из Гардинии и перестаёт мстить людям. Эфирные Феи дают Винкс дар сердца Любовикс, придающий смелость. Муза и Ривен снова вместе. |                |                                                    |                 |                                    |
| 99 | 21             | «Пещера Сибиллы» La caverna di Sibylla             | 2 ноября 2009   | 13 января 2010                     |
| Репетицию Винкс прерывает визит магов Чёрного Круга. Они ничтожно слабы и просят помощи у фей, предлагая отдать им Чёрный Круг. Винкс с магами отправляются в пещеру феи правосудия Сибиллы. |                |                                                    |                 |                                    |
| 100 | 22             | «Замёрзшая башня» La torre gelata                  | 4 ноября 2009   | 14 января 2010                     |
| Фея севера Аврора начинает замораживать Землю и направляет монстров на людей. Винкс отправляются в царство Авроры и побеждают её с помощью Любовикса. |                |                                                    |                 |                                    |
| 101 | 23             | «Испытание Блум» La prova di Bloom                 | 6 ноября 2009   | 15 января 2010                     |
| Блум вызывает на битву Небулу и побеждает её. В отместку та бросает на Гардинию огромный айсберг, но Блум, рискуя жизнью, спасает город и своим поступком побуждает Аврору и Моргану отказаться от мести. От Эфирных Фей Винкс получают Чёрный Дар, способный единожды вернуть жизнь кому-то или чему-то. |                |                                                    |                 |                                    |
| 102 | 24             | «День справедливости» Il Giorno della Giustizia    | 9 ноября 2009   | 18 января 2010                     |
| Винкс, Огрон, Гантлос и Анаган идут на суд Морганы. Думана одолевает недуг, и он в бреду нападает на специалистов и рассказывает им, что маги их обманывали, после чего погибает в битве с ними. Набу тратит всю свою энергию, чтобы не дать магам снова пленить фей, и погибает. Спасти его при помощи Чёрного Дара не удаётся из-за Огрона, применившего дар на иссохшем ростке. Лейла присоединяется к Небуле, чтобы отомстить магам.                                        |                |                                                    |                 |                                    |
| 103 | 25             | «Секреты Морганы» Il segreto di Morgana            | 11 ноября 2009  | 19 января 2010                     |
| Небула запирает королеву Моргану в волшебном зеркале, захватывает власть и помогает Лейле отомстить магам. Моргана сообщает Рокси, что та её дочь, и Рокси спасает королеву. Небула и Лейла летят в измерение Омега, где скрываются маги. Моргана представляет свою дочь феям. Лейла и Небула летят за магами. |                |                                                    |                 |                                    |
| 104 | 26             | «Лёд и пламя» Ghiaccio e Fuoco                     | 13 ноября 2009  | 20 января 2010                     |
| Маги замерзают во льдах измерения Омега и падают в пропасть. Небула возвращается к феям Земли. Джейсон Куин предлагает Винкс начать профессиональную музыкальную карьеру на Земле, но они отказывают. В баре «Фрутти Мьюзик» Винкс проводят своё прощальное выступление. Специалисты отправляются в Красный Фонтан, а Винкс радостно облетают Гардинию. |                |                                                    |                 |                                    |

### Пятый сезон (2012)
| Номер в сериале | Номер в сезоне | Название                                                                              | Дата премьеры    | Дата премьеры в России (Nickelodeon Russia) |
| --- | -------------- | ------------------------------------------------------------------------------------- | ---------------- | ------------------------------------------- |
| 105 | 1              | «Разлив нефти» Minaccia dall'oceano (с итал. — «Океан под угрозой»)                   | 2 сентября 2012  | 28 октября 2012                             |
| Винкс демонстрируют людям Гардинии своё волшебство и приглашают их на концерт. В подводном мире Андроса происходит коронация Нереуса как наследного принца, но на него нападает собственный брат Тританнус, за что отец сажает его в темницу. На Земле происходит катастрофа на нефтяном судне, и Винкс останавливают утечку. |                |                                                                                       |                  |                                             |
| 106 | 2              | «Восхождение Тританнуса» L'ascesa di Tritannus                                        | 9 сентября 2012  | 29 октября 2012                             |
| В подводный мир Андроса через портал с Земли проникает облако нефти и заражает Тританнуса, превращая в могущественного мутанта. Освободив Трикс и вернув ведьмам их силы, монстр превращает стражников в рабов, забирает волшебство у селки, охраняющих морские врата, и отправляется на Землю искать больше нефти. Винкс вступают в бой с Тританнусом, и тот отступает. |                |                                                                                       |                  |                                             |
| 107 | 3              | «Возвращение в Алфею» Ritorno ad Alfea                                                | 16 сентября 2012 | 30 октября 2012                             |
| Фарагонда рассказывает Винкс о трансформации Сиреникс, которая поможет победить Тританнуса, но для её получения нужно найти Книгу Сиреникса. Тританнус дарит Трикс новые силы, и те нападают на Винкс в волшебном архиве Алфеи. Во время битвы Скай заслоняет собой Блум, из-за чего падает с большой высоты и теряет память. |                |                                                                                       |                  |                                             |
| 108 | 4              | «Книга Сиреникса» Il Libro Sirenix                                                    | 23 сентября 2012 | 31 октября 2012                             |
| Текна настраивает свой телефон на поиск Книги Сиреникса, но превращается в робота из-за заклинания Трикс. Винкс снимают заклятие ведьм и получают книгу, но оказывается, что поиск ключа от неё представляет собой сложное испытание. Тританнуса пытаются вразумить его мать и брат — королева Лиджея и принц Нереус, но он превращает их в послушных мутантов. |                |                                                                                       |                  |                                             |
| 109 | 5              | «Лило» Il magico Lilo (с итал. — «Волшебный Лило»)                                    | 26 августа 2012  | 1 ноября 2012                               |
| Фарагонда рассказывает Винкс о волшебном цветке Лило, который находится в Гардинии и имеет отношение к силам Беливикса. Так как Винкс вернули магию на Землю, цветок расцветёт на закате, поэтому его надо найти и посадить на природе. Трикс тоже ищут Лило, чтобы забрать его силу, но Винкс побеждают их и сажают цветок в парке Гардинии. |                |                                                                                       |                  |                                             |
| 110 | 6              | «Сила Гармоникса» Potere Harmonix                                                     | 7 октября 2012   | 2 ноября 2012                               |
| Винкс участвуют в соревновании фей. Победив, они получают ключ от Книги Сиреникса. Открыв её, Винкс встречают Хранительниц Сиреникса, которые дают им трансформацию Гармоникс, позволяющую свободно использовать волшебство под водой, а также запускают серию испытаний для получения Сиреникса. |                |                                                                                       |                  |                                             |
| 111 | 7              | «Сверкающие ракушки» Le Conchiglie Luccicanti                                         | 14 октября 2012  | 3 ноября 2012                               |
| Лейла находит под водой селки Андроса по имени Лемми и возвращает ей силы. Загадка ракушек приводит Винкс в океаны Солярии. Тританнус проникает туда раньше и, забрав силы у селки Эйлирис, отправляется на Землю. Блум, Текна и Муза побеждают Трикс. Скай спасает Блум от наваждения подводной пещеры. Феи завершают первое испытание. |                |                                                                                       |                  |                                             |
| 112 | 8              | «Секрет Рубинового рифа» La melodia del rubino (с итал. — «Мелодия рубина»)           | 25 октября 2012  | 4 ноября 2012                               |
| Винкс отправляются на планету Мелодия, чтобы разгадать следующую загадку. Тританнус забирает силы у селки Магикса, а потом и Мелодии, и превращает Музу в монстра, но селки Мелодии возвращает ей прежний облик. Феи находят рубиновый риф и получают следующую загадку. Тританнус превращает своих отца и сестру — короля Нептуна и принцессу Трессу — в послушных мутантов, а затем при помощи Трикс пленит Дафну.                                                              |                |                                                                                       |                  |                                             |
| 113 | 9              | «Драгоценный камень сочувствия» La Gemma dell'Empatia                                 | 26 октября 2012  | 5 ноября 2012                               |
| Дотронувшись до заколдованной брошки, Стелла временно превращается в трёхлетнюю девочку. Блум, Текна и Лейла отправляются на Зенит, родную планету Текны, чтобы найти Камень Сочувствия. К ним присоединяется специалист Рой. Дотронувшись до камня, Лейла и Текна вступают в драку. Блум разнимает их, они объединяются и получают артефакт. |                |                                                                                       |                  |                                             |
| 114 | 10             | «Рождество в Магиксе» Natale ad Alfea (с итал. — «Рождество в Алфее»)                 | 29 октября 2012  | 6 ноября 2012                               |
| Блум хочет отпраздновать Рождество в Гардинии, но Трикс заколдовывают волшебный барьер Алфеи так, что он никого не выпускает. Подруги пытаются обустроить всё так, чтобы Блум чувствовала себя как дома. Блум побеждает Трикс, и Фарагонда позволяет Майку, Ванессе и группе детей из Гардинии отпраздновать Рождество в Алфее. |                |                                                                                       |                  |                                             |
| 115 | 11             | «Фокусы Трикс» Le Trix in agguato (с итал. — «Трикс в засаде»)                        | 30 октября 2012  | 7 ноября 2012                               |
| В Алфее проходит шоу ветроциклистов с участием специалистов из Красного Фонтана, но Трикс превращают ветроциклы в волшебных чудовищ. Винкс не могут победить их, но Скай находит способ сделать это. Винкс отправляются на Линфею, чтобы пройти испытание смелости. |                |                                                                                       |                  |                                             |
| 116 | 12             | «Испытание на смелость» Prova di coraggio                                             | 1 ноября 2012    | 8 ноября 2012                               |
| Винкс узнают, что последний артефакт для получения Сиреникса находится в водах Домино. Память Ская восстанавливается, и он сообщает Винкс, что Тританнус пытает Дафну, пытаясь заполучить у неё тайну Сиреникса. |                |                                                                                       |                  |                                             |
| 117 | 13             | «Сиреникс» Le fate Sirenix (с итал. — «Феи Сиреникса»)                                | 2 ноября 2012    | 9 ноября 2012                               |
| Тританнус крадёт Сиреникс у Дафны и наделяет им Трикс. Винкс получают трансформацию Сиреникс и по одному Желанию Сиреникса от его хранительниц. Тританнус, обладая силой всех селки, входит в Бесконечный океан. |                |                                                                                       |                  |                                             |
| 118 | 14             | «Трон императора» Il Trono dell'Imperatore                                            | 8 апреля 2013    | 7 сентября 2013                             |
| Винкс приводят в порядок пляж Гардинии и обнаруживают остров из мусора, который подпитывает Тританнуса. Они сражаются с Тританнусом и Трикс, и те отступают. Винкс бросаюся за ними в погоню, но Тританнус рассказывает Лейле о том, что обратил её подводных кузенов в монстров, и её замешательство позволяет ему уйти. |                |                                                                                       |                  |                                             |
| 119 | 15             | «Столп света» Il Pilastro della Luce                                                  | 9 апреля 2013    | 8 сентября 2013                             |
| Тританнус хочет активировать Трон Императора, позволяющий завладеть безграничной силой, и для этого ему нужны печати всех столпов измерения. Он крадёт печать Столпа Света, и волшебный мир погружается во тьму. Винкс сражаются с Тританнусом и Трикс. |                |                                                                                       |                  |                                             |
| 120 | 16             | «Затмение» L'Eclisse                                                                  | 10 апреля 2013   | 9 сентября 2013                             |
| Стелла уравновешивает Столп света, а Лейла снимает заклятие Тританнуса с Трессы и Нереуса. Фарагонда рекомендует Винкс отточить свои силы до предела, чтобы победить в этой битве. |                |                                                                                       |                  |                                             |
| 121 | 17             | «Далёкие отражения» L'occhio Che Ispira Le fate (с итал. — «Глаз, вдохновляющий фей») | 11 апреля 2013   | 10 сентября 2013                            |
| Дафна просит Блум найти Око Вдохновения, которое подскажет, где искать остальные Столпы, чтобы защитить их. Пока Винкс ищут Око, Майк и Ванесса вместе с жителями Гардинии пытаются расчистить мусорный остров, но их планы прерываются атакой монстра, созданного из мусора Тританнусом. Винкс понимают, что Око Вдохновения — это луна, находят карту с местоположением столпов и побеждают монстра.                                                                            |                |                                                                                       |                  |                                             |
| 122 | 18             | «Пожиратель» Il divoratore                                                            | 12 апреля 2013   | 11 сентября 2013                            |
| Тританнус отправляет рыбу-пожирателя к Столпу Света, чтобы уничтожить селки. На Домино проходит совет суверенов, на котором правители всех планет должны скоординировать действия против Тританнуса, но они не могут прийти к согласию. Винкс снимают заклятие с пожирателя, и он уплывает восвояси. |                |                                                                                       |                  |                                             |
| 123 | 19             | «Поющие киты» Le Balene del Canto                                                     | 15 апреля 2013   | 12 сентября 2013                            |
| Тританнус крадёт печать Столпа Равновесия и вызывает катаклизмы на всех планетах. Поющие киты, от которых зависит баланс планеты Мелодия, оказываются под контролем Дарси и Сторми и больше не могут защищать планету. Муза остаётся с китами, а остальные Винкс отправляются в Бесконечный океан сражаться с Айси и Тританнусом. |                |                                                                                       |                  |                                             |
| 124 | 20             | «Проблемы любви» Problemi sentimentali                                                | 16 апреля 2013   | 13 сентября 2013                            |
| Муза смогла освободить китов от контроля Трикс, и Винкс восстанавливают Столп Равновесия. Блум ссорится со Скаем из-за того, что он решил не вступать в союз против Тританнуса. Во время тренировки Винкс приходится спасать Флору из лап хищной птицы. Тританнус пытается активировать Трон Императора. |                |                                                                                       |                  |                                             |
| 125 | 21             | «Идеальное свидание» Un appuntamento perfetto                                         | 17 апреля 2013   | 14 сентября 2013                            |
| Винкс направляются к Столпу Контроля, чтобы уничтожить печать и не дать Тританнусу активировать Трон, но их планам мешает гигантский морской угорь. Текна приходит на помощь и побеждает угря. У Текны и Тимми проходит первое настоящее свидание, и молодые люди открывают для себя другие радости жизни помимо увлечения гаджетами. |                |                                                                                       |                  |                                             |
| 126 | 22             | «Прислушайся к своему сердцу» Ascolta il tuo cuore                                    | 18 апреля 2013   | 15 сентября 2013                            |
| Король Зенита Криос не хочет объединяться с другими королевствами в войне против Тританнуса. Тританнус нападает на Столп Контроля, и все технологии Зенита отказывают. Винкс уравновешивают Столп, и Криос меняет своё решение. Текна использует своё Желание Сиреникса, чтобы сблизить людей Зенита с остальным Магиксом. Тританнус и Трикс пытают Дафну, и она рассказывает им про Политею — падшую нимфу, превращённую в морское чудовище, у которой тоже есть сила Сиреникса. |                |                                                                                       |                  |                                             |
| 127 | 23             | «Глаз акулы» Sulle tracce di Politea (с итал. — «По следам Политеи»)                  | 19 апреля 2013   | 16 сентября 2013                            |
| Винкс разыскивают Политею, но Трикс их опережают. Дарси и Сторми забирают себе всю силу Сиреникса Политеи, оставляя ни с чем как Винкс, так и разгневанную Айси. Стелла использует своё Желание Сиреникса, чтобы её родители стали ближе друг к другу. |                |                                                                                       |                  |                                             |
| 128 | 24             | «Спасение Райской бухты» Il Respiro dell'Oceano (с итал. — «Дыхание океана»)          | 22 апреля 2013   | 17 сентября 2013                            |
| Винкс ищут Дыхание Океана — волшебный камень, который соберёт селки со всего волшебного измерения. Тританнус накладывает заклятие на нефтеочистительный завод в Гардинии, и кислотные дожди начинают бушевать в Райской бухте, где живут дельфины. Флора восстанавливает воду в заливе и использует своё Желание Сиреникса, чтобы люди Земли больше заботились о своей планете.                                                                                                   |                |                                                                                       |                  |                                             |
| 129 | 25             | «Битва за Бесконечный океан» Scontro epico (с итал. — «Эпичная битва»)                | 23 апреля 2013   | 18 сентября 2013                            |
| Винкс, селки, Тресса и Нереус противостоят Тританнусу, Айси и орде мутантов. Во время битвы Нереус серьёзно ранен, и Лейла использует Желание Сиреникса, чтобы спасти ему жизнь. Тританнус отнимает её Сиреникс, намереваясь с его помощью активировать Трон Императора. |                |                                                                                       |                  |                                             |
| 130 | 26             | «Победа над Тританнусом» La fine dell'incubo (с итал. — «Конец кошмара»)              | 24 апреля 2013   | 19 сентября 2013                            |
| Сила Трона Императора делает Тританнуса неуправляемым, и он нападает даже на Айси. Дарси и Сторми спасают её и сбегают. Блум и Нереус освобождают Лейлу и Дафну и побеждают Тританнуса. Его отправляют в измерение Обливион. Блум использует Желание Сиреникса, чтобы вернуть Дафне человеческое тело, и воссоединяется с сестрой. |                |                                                                                       |                  |                                             |

### Шестой сезон (2013)
| Номер в сериале | Номер в сезоне | Название                                                                       | Дата премьеры    | Дата премьеры в России               |
| --- | -------------- | ------------------------------------------------------------------------------ | ---------------- | ------------------------------------ |
| 131 | 1              | «Вдохновение Сиреникса» L'ispirazione del Sirenix                              | 29 сентября 2013 | 16 апреля 2014 (СТС)                 |
| Орител и Марион устраивают вечеринку, чтобы отпраздновать возвращение Дафны, а Трикс отправляют туда монстра, чтобы испортить праздник. Только Дафна, как нимфа, может контролировать его, но она не уверена в своих силах. Винкс помогают Дафне вновь поверить в себя, и та изгоняет монстра. Винкс устраивают грандиозное представление на вечеринке.                                                                                    |                |                                                                                |                  |                                      |
| 132 | 2              | «Легендариум» Legendarium                                                      | 3 ноября 2013    | 17 апреля 2014 (СТС)                 |
| Дафна становится учителем истории магии в Алфее. В Облачной Башне новая ведьма Селина знакомит всех с волшебной книгой Легендариум, которая может превратить любую историю в устрашающую реальность. С ней общается заключённый в книге тёмный маг Ашерон, который хочет, чтобы она освободила его, обещая власть. Трикс захватывают Облачную Башню, превращают Гриффин в ворону и переманивают Селину на свою сторону.                    |                |                                                                                |                  |                                      |
| 133 | 3              | «Летающая школа» Il collegio volante                                           | 3 ноября 2013    | 18 апреля 2014 (СТС)                 |
| Фарагонда и Винкс понимают, что Гриффин стала вороной. Феи летят к Облачной Башне, которая теперь летает, и противостоят Селине и Легендариуму. В этой битве все Винкс, кроме Блум, лишаются своих волшебных сил, но Блум восстанавливает их с помощью Огня Дракона. Добрые и смелые поступки фей с частицей этой силы принесут им трансформацию Блумикс.                                                                                  |                |                                                                                |                  |                                      |
| 134 | 4              | «Сила Блумикса» Il potere Bloomix                                              | 15 декабря 2013  | 21 апреля 2014 (СТС)                 |
| Трикс и монстры продолжают подавлять студентов колледжа Линфеи. С ограниченными волшебными способностями Винкс отступают к Алфее, где они тренируются и пытаются увеличить свою внутреннюю силу при помощи специалистов и паладинов. Флора спасает свою сестру Миеле от деревьев-монстров и получает Блумикс. |                |                                                                                |                  |                                      |
| 135 | 5              | «Золотая аудитория» Golden Auditorium                                          | 15 декабря 2013  | 22 апреля 2014 (СТС)                 |
| Бой на Линфее продолжается. Стелла и Лейла работают бок о бок и получают Блумикс. Винкс одерживают победу. Винкс с Дафной и пикси отправляются в Золотую Аудиторию на планете Мелодия. Селина насылает на Аудиторию монстров из Легендариума. Текна и Муза совместными усилиями побеждают чудовищ и за это получают Блумикс. Диаспро объединяется с Трикс.                                                                                 |                |                                                                                |                  |                                      |
| 136 | 6              | «Огненная воронка» I Mangiafuoco (с итал. — «Пожиратели огня»)                 | 12 января 2014   | 23 апреля 2014 (СТС)                 |
| Дафна официально становится наследной принцессой Домино. Блум чувствует себя плохо из-за того, что отдала часть своей силы, и Винкс не знают, как помочь ей. Селина вызывает пожирателей огня и отправляет их на Домино. Блум падает в огненную воронку, где ей приходится пройти тяжёлое испытание, и она получает Блумикс. Скай мирится со своим кузеном Тореном после долгих лет неприязни из-за инцидента в детстве.                   |                |                                                                                |                  |                                      |
| 137 | 7              | «Потерянная библиотека» La biblioteca perduta                                  | 16 февраля 2014  | 24 апреля 2014 (СТС)                 |
| Фарагонда просит Дафну исследовать информацию о Легендариуме. Намереваясь навсегда покончить с книгой, Винкс вместе с другими феями Алфеи отправляются в заброшенную библиотеку Александрии в Египте в поисках дневника феи Элдоры, которая однажды запечатала Легендариум. Чтобы помешать миссии, Трикс приказывают Селине вызвать волшебные создания. Винкс сталкиваются с враждебными древними мумиями.                                 |                |                                                                                |                  |                                      |
| 138 | 8              | «Атака сфинкса» L'attacco Della Sfinge                                         | 16 февраля 2014  | 25 апреля 2014 (СТС)                 |
| Винкс пытаются отыскать дневник Элдоры, но Селина насылает на них Сфинкса, и он создаёт обвал в библиотеке. Блум пытается поскорее найти дневник и случайно натыкается на Селину, которая тоже его ищет. Блум узнаёт в ней только подругу детства и ещё не знает, что она их враг. Блум находит дневник, а Селина скрывается. |                |                                                                                |                  |                                      |
| 139 | 9              | «Храм зелёного дракона» Il Tempio del Drago Verde                              | 3 марта 2014     | 28 апреля 2014 (СТС)                 |
| Винкс пытаются найти саму Элдору. Рядом с Великой Китайской стеной Винкс избегают осады Трикс и сталкиваются с китайскими драконами, но не находят никаких следов Элдоры. Лу Вэй, последний укротитель драконов, дарит им редкий цветок, который однажды принадлежал Элдоре. Чтобы найти Элдору, Винкс должны выяснить, где рос этот цветок. Зелье профессора Палладиума превращает Гриффин назад в человека.                              |                |                                                                                |                  |                                      |
| 140 | 10             | «Тайная оранжерея» La serra di Alfea (с итал. — «Оранжерея Алфеи»)             | 10 марта 2014    | 29 апреля 2014 (СТС)                 |
| В поисках информации о таинственном цветке Винкс исследуют оранжерею в Алфее. Селина приходит к Блум и накладывает заклинание на растения, превращая их монстров. Феи вынуждены сражаться, и Блум под действием тёмного колдовства чуть не убивает Флору. Чувствуя свою вину, фея покидает Винкс. |                |                                                                                |                  |                                      |
| 141 | 11             | «Разбитые мечты» Sogni infranti                                                | 17 марта 2014    | 30 апреля 2014 (СТС)                 |
| Флора продолжает исследования в оранжерее, чтобы узнать происхождение цветка Элдоры. Ведьмы устраивают засаду для Блум, которой грустно и одиноко в Гардинии. Город находится в окружении легионов вампиров, называющих себя детьми ночи. Во время готического праздника многие люди попадают под их влияние. Чтобы спасти Гардинию и себя, Блум берёт себя в руки.                                                                        |                |                                                                                |                  |                                      |
| 142 | 12             | «Мерцание в тени» I figli della notte (с итал. — «Дети ночи»)                  | 24 марта 2014    | 5 мая 2014 (СТС)                     |
| Дети ночи нападают на Винкс во время готического показа мод в Гардинии и похищают Блум, Флору, Музу, Текну и Лейлу. Фей закрывают в таинственном древнем особняке, который поглощает их жизненные силы. Стелла и пикси прикладывают все усилия и побеждают вампиров. |                |                                                                                |                  |                                      |
| 143 | 13             | «Фея крёстная» La Fata Madrina                                                 | 31 марта 2014    | 6 мая 2014 (СТС)                     |
| Поиски Винкс продолжаются в лесу Фьорита, который связан с детством Блум и её подругой Селиной. Винкс наконец-то встречают Элдору. Ведьмы готовятся к следующей засаде, вызывая грозных призраков. |                |                                                                                |                  |                                      |
| 144 | 14             | «Мификс» Mythix                                                                | 7 апреля 2014    | 11 августа 2014 (Nickelodeon Russia) |
| Винкс с Элдорой отправляются в королевство земных фей, чтобы получить волшебные палочки Мификса, открывающие доступ в Легендариум. Для того, чтобы их получить, феи должны проявить себя. Трикс нападают на Тир Нан Ог, но Винкс побеждают и получают трансформацию Мификс, позволяющую входить в мир Легендариума. |                |                                                                                |                  |                                      |
| 145 | 15             | «Загадка Калаверы» Il mistero di Calavera                                      | 17 мая 2014      | 12 августа 2014 (Nickelodeon Russia) |
| Винкс отправляются на остров Калавера, чтобы найти Изумруд Фантазии, спрятанный на пиратском корабле. Элдора предупреждает, что изумруда не существует в реальном мире, и Винкс отправляются в Легендариум, где их ждут Трикс и пираты. |                |                                                                                |                  |                                      |
| 146 | 16             | «Нападение зомби» L'invasione degli Zombie                                     | 17 мая 2014      | 13 августа 2014 (Nickelodeon Russia) |
| Винкс находят Изумруд Фантазии и возвращаются в реальность. Селина переносит корабль с зомби-пиратами в реальный мир, и Винкс приходится с ними сражаться. Блум временно наделяет крыльями и волшебством жителей Калаверы, и вместе они побеждают пиратов. |                |                                                                                |                  |                                      |
| 147 | 17             | «Проклятье Фирвуда» La maledizione di Fearwood                                 | 1 августа 2014   | 14 августа 2014 (Nickelodeon Russia) |
| Винкс должны найти Серебряное Копьё, ещё один магический предмет, нужный для создания ключа от Легендариума. Феи отправляются в Фирвудский лес в Канаде, чтобы найти там тотем. В городе существует легенда об оборотнях, и Селина делает её реальностью. Винкс сражаются с оборотнями, и во время битвы Айси замораживает сердце Гелии и забирает его в Легендариум. Флора летит за ними, чтобы спасти его.                               |                |                                                                                |                  |                                      |
| 148 | 18             | «Волшебный тотем» Il totem magico                                              | 1 августа 2014   | 15 августа 2014 (Nickelodeon Russia) |
| Флора пытается спасти Гелию из плена в мире Легендариума. Найдя Серебряное Копьё, Флора забирает Гелию в реальный мир. Винкс узнают, что у Гелии заморожено сердце. Айси нападает на Винкс, но Флора побеждает её и спасает Гелию от заклятия. |                |                                                                                |                  |                                      |
| 149 | 19             | «Королева на день» Regina Per un Giorno                                        | 2 августа 2014   | 18 августа 2014 (Nickelodeon Russia) |
| Чтобы закрыть Легендариум, Винкс отправляются к Облачной Башне, но Трикс делают её невидимой. Винкс отправляются в библиотеку Солярии, чтобы найти способ расколдовать школу. Король Радиус делает Стеллу королевой на один день, но Селина с помощью колдовства делает её злой. Дарси похищает корону Стеллы. Стелла отправляется за ней и попадает в Лабиринт Минотавра.                                                                 |                |                                                                                |                  |                                      |
| 150 | 20             | «Большой праздник Стеллы» Il Banchetto di Solaria (с итал. — «Банкет Солярии») | 2 августа 2014   | 19 августа 2014 (Nickelodeon Russia) |
| Стелла возвращает корону и с помощью Элдоры выбирается из лабиринта. Девушка устраивает пир в качестве извинений, но он прерывается, когда Селина вызывает Гаргантюа. Винкс с Дафной избавляются от монстра и устраивают Стелле и Брендону романтическое свидание. |                |                                                                                |                  |                                      |
| 151 | 21             | «Влюблённый монстр» Un Amore Mostruoso (с итал. — «Монструозная любовь»)       | 2 августа 2014   | 20 августа 2014 (Nickelodeon Russia) |
| Винкс отправляются на Зенит, чтобы взять у родителей Текны устройство, которое позволит им отследить Облачную Башню. Текна знакомит Тимми со своими родителями. Селина и Трикс насылают на Винкс Франкештейна. Он влюбляется в Текну и забирает её в Легендариум, но Винкс спасают её. |                |                                                                                |                  |                                      |
| 152 | 22             | «Музыкальное кафе» Music Café                                                  | 3 августа 2014   | 21 августа 2014 (Nickelodeon Russia) |
| Муза открывает музыкальное кафе в Алфее, чтобы магией музыки защитить школу от Трикс. Селина призывает Румпельштильцхена, и тот крадёт голос Музы. Винкс отправляются в Легендариум, чтобы вернуть её голос. |                |                                                                                |                  |                                      |
| 153 | 23             | «Гимн» L'inno di Alfea (с итал. — «Гимн Алфеи»)                                | 3 августа 2014   | 22 августа 2014 (Nickelodeon Russia) |
| Винкс пытаются договориться с Румпельштильцхеном, но ему нужно что-то ценное, такое как ключ от Легендариума. Ведьмы с новой силой нападают на Алфею. Муза даже без своего голоса прогоняет ведьм с помощью музыки нового гимна Алфеи. Винкс отдают ключ Румпельштильцхену, потому что не могут пожертвовать голосом своей подруги. Муза окончательно расстаётся с Ривеном, и тот объявляет о своём решении покинуть команду специалистов. |                |                                                                                |                  |                                      |
| 154 | 24             | «Легендарная дуэль» Scontro fra campioni (с итал. — «Схватка чемпионов»)       | 3 августа 2014   | 25 августа 2014 (Nickelodeon Russia) |
| Винкс пытаются найти ценный предмет, чтобы выменять у Румпельштильцхена ключ от Легендариума. Текна делает Облачную Башню видимой, и Трикс объявляют дуэль между Блум и Селиной. Селина выпускает на волю духи трёх Чемпионов Алфеи, и те нападают на школу. Лейла разыскивает пикси, чтобы укрепить силы фей волшебными узами с ними, и Винкс побеждают Чемпионов. Селина «крадёт» часть Огня Дракона Блум и отступает.                   |                |                                                                                |                  |                                      |
| 155 | 25             | «Ашерон» Acheron                                                               | 3 августа 2014   | 26 августа 2014 (Nickelodeon Russia) |
| Селина освобождает Ашерона, но он предаёт её, запирает Трикс в мире Легендариума и хочет поступить с ней так же. Элдора даёт Винкс Ларец Бесконечности для поимки Ашерона. Винкс отправляются в Облачную Башню, но Ашерон насылает на них духа гигантского ящера. Блум заманивает мага в мир Легендариума и помещает в Ларец, за который выменивает ключ Легендариума у Румпельштильцхена.                                                 |                |                                                                                |                  |                                      |
| 156 | 26             | «Винкс навсегда» Winx per Sempre                                               | 4 августа 2014   | 27 августа 2014 (Nickelodeon Russia) |
| Блум сражается с Трикс в мире Легендариума. Остальные Винкс тщетно сражаются с духом ящера, но им помогает Селина, и дух исчезает. Блум использует всю силу Мификса и побеждает Трикс, а затем выбирается из мира легенд. Трикс остаются заперты в Легендариуме, и Селина закрывает его навсегда. Она раскаивается в содеянном и снова становится подругой Блум и ученицей Элдоры, которой была когда-то. Дафна и Торен играют свадьбу.    |                |                                                                                |                  |                                      |

### Седьмой сезон (2015)
| Номер в сериале | Номер в сезоне | Название                                                                               | Дата премьеры    | Дата премьеры в России (Канал СТС) |
| --- | -------------- | -------------------------------------------------------------------------------------- | ---------------- | ---------------------------------- |
| 157 | 1              | «Заповедник Алфеи» Il parco naturale di Alfea                                          | 21 сентября 2015 | 14 сентября 2015                   |
| В Алфее открывается заповедник для волшебных животных, защищённый барьером от неволшебных существ. Хищная птица каким-то образом пересекает барьер и крадёт последнего зверя редкого вида роеноров, а Винкс не могут ей помешать. |                |                                                                                        |                  |                                    |
| 158 | 2              | «Юные феи взрослеют» Giovani fate crescono                                             | 21 сентября 2015 | 15 сентября 2015                   |
| Фарагонда даёт Винкс и Рокси Камни Воспоминаний для путешествия в прошлое. Героини отправляются в Алфею на много лет назад и видят, как юная Фарагонда участвует в выставке волшебных животных. Роенор Фарагонды устраивает беспорядок на выставке, но когда Винкс всё улаживают, оказывается, что роенор пропал. |                |                                                                                        |                  |                                    |
| 159 | 3              | «Баттерфликс» Butterflix                                                               | 22 сентября 2015 | 16 сентября 2015                   |
| Винкс в прошлом наблюдают картину, как однокурсница Фарагонды по имени Калшара крадёт из волшебной книги силу Дикой Магии и превращает себя в хищную птицу, а своего брата Брафилиуса — в человека-собаку. Винкс понимают, что именно она украла роенора из заповедника. Брафилиус создаёт гиганта, чтобы выкрасть всех роеноров, но Винкс останавливают его и получают трансформацию Баттерфликс. |                |                                                                                        |                  |                                    |
| 160 | 4              | «Первый цвет вселенной» Il primo colore dell'universo                                  | 22 сентября 2015 | 17 сентября 2015                   |
| Винкс узнают, что Калшара и Брафилиус охотятся на животного с первым цветом вселенной, являющегося хранителем Высшей Силы, и начинают его искать. Брафилиус при помощи роенора проникает в заповедник и теряет зверя, но затем снова крадёт его, а заодно и Камень Воспоминаний Рокси. |                |                                                                                        |                  |                                    |
| 161 | 5              | «Друг из прошлого» Un amico dal passato                                                | 23 сентября 2015 | 18 сентября 2015                   |
| Брафилиус при помощи камня Рокси отправляется в доисторический Магикс и крадёт волшебное животное плаксика, а все Винкс, кроме Лейлы, попадаются в паутину огромного паука. Лейле удаётся отнять плаксика у Брафилиуса, и он становится её волшебным животным. Лейла называет его Сквонк. Но он рассказывает, что не является животным с первым цветом вселенной. |                |                                                                                        |                  |                                    |
| 162 | 6              | «Приключение на Линфее» Avventura su Lynphea                                           | 23 сентября 2015 | 21 сентября 2015                   |
| Винкс узнают, что опасность грозит магиволкам, и отправляются спасать их на Линфею. Выясняется, что ядовитые грибы-мутанты заразили волков своими спорами, и нужны семена волшебной орхидеи, чтобы остановить инфекцию. Винкс идут через лес и попадают в ловушку гигантских грибов. |                |                                                                                        |                  |                                    |
| 163 | 7              | «Берегитесь волка» Attenti al Magilupo (с итал. — «Берегитесь магиволка»)              | 24 сентября 2015 | 22 сентября 2015                   |
| Миеле находит семена волшебной орхидеи и спасает Винкс. Девушки находят рассадник грибов и уничтожают его, освободив несколько волков из западни. Один из них по имени Амарок становится волшебным животным Флоры. |                |                                                                                        |                  |                                    |
| 164 | 8              | «Обратно в Средние века» Ritorno al medioevo (с итал. — «Возвращение в средневековье») | 24 сентября 2015 | 23 сентября 2015                   |
| Следующее животное, которому грозит опасность, — игольчатая кошка, и Винкс отправляются на Землю в средневековую Италию. Там волшебство запрещено и наказуемо, а игольчатую кошку пытаются поймать стражники. Винкс спасают животное, но оно убегает. Девушки встречают менестреля Орландо, который обещает отвести их к ней. |                |                                                                                        |                  |                                    |
| 165 | 9              | «Магическая кошка» Il gatto magico                                                     | 25 сентября 2015 | 24 сентября 2015                   |
| Орландо зовёт кошку игрой на флейте, но появляется Брафилиус и пробуждает водяных монстров, чтобы помешать Винкс завладеть кошкой. Винкс побеждают, и кошка Критти становится волшебным животным Музы. |                |                                                                                        |                  |                                    |
| 166 | 10             | «Винкс в ловушке!» Winx in trappola!                                                   | 25 сентября 2015 | 25 сентября 2015                   |
| Калшара проникает в Алфею и забирает Критти, чтобы выяснить, является ли она животным с первым цветом вселенной. Следуя за ней, Винкс проникают в логово злодеев и сражаются с волшебными животными, которых Брафилиус контролирует при помощи гипноза. Винкс разрушают заклятие, и птица Блеск становится волшебным животным Стеллы, а остальных помещают в заповедник Алфеи. |                |                                                                                        |                  |                                    |
| 167 | 11             | «Миссия в джунглях» Missione nella giungla                                             | 26 сентября 2015 | 28 сентября 2015                   |
| Винкс отправляются в джунгли Суматры, чтобы защитить волшебных тигров от браконьеров-шаманов. Им удаётся победить, и тигров помещают в заповедник Алфеи. |                |                                                                                        |                  |                                    |
| 168 | 12             | «Магическое животное для Текны» Un animale fatato per Tecna                            | 26 сентября 2015 | 29 сентября 2015                   |
| Брафилиус отправляется на Зенит прошлого и дестабилизирует ядро планеты. Винкс отправляются туда же, чтобы всё исправить. Стабильность ядра поддерживают технобелки, одна из которых, Флиттер, становится волшебным животным Текны. |                |                                                                                        |                  |                                    |
| 169 | 13             | «Секрет единорога» Il segreto dell'unicorno                                            | 27 сентября 2015 | 30 сентября 2015                   |
| Рокси узнаёт, что в опасности находятся панды, и Винкс летят на Землю в Китай. Выясняется, что местная река отравлена Дикой Магией, и на Винкс нападает попавший под её воздействие единорог Элас. Блум удаётся привести его в чувства, он становится её волшебным животным и очищает реку от Дикой Магии. |                |                                                                                        |                  |                                    |
| 170 | 14             | «Трансформация Тайникс» Potere Tynix (с итал. — «Сила Тайникса»)                       | 27 сентября 2015 | 1 октября 2015                     |
| Волшебные животные сообщают Винкс, что являются хранителями Высшей Силы, хотя и не обладают ей. Они дают Винкс браслеты, открывающие трансформацию Тайникс, которая позволяет путешествовать по мини-мирам, содержащим источники сил разных животных. Калшара крадёт с Пироса огонь, являвшийся источником силы местных драконов. Винкс пленяют её, и она предлагает отпустить её взамен на возвращение огня. |                |                                                                                        |                  |                                    |
| 171 | 15             | «Волшебные камни» Le pietre magiche                                                    | 28 сентября 2015 | 2 октября 2015                     |
| Винкс отвергают предложение Калшары и отправляются в мини-мир драгоценных камней Пироса, где волшебные животные ведут их к источнику Огня Пироса, повреждённому вампиром Калшары. Винкс побеждают вампира и восстанавливают источник. Калшара и Брафилиус понимают, что драконы не имеют Высшей Силы, и сбегают. |                |                                                                                        |                  |                                    |
| 172 | 16             | «Возвращение в Райскую бухту» Ritorno a Baia Paradiso                                  | 28 сентября 2015 | 5 октября 2015                     |
| Винкс и специалисты отдыхают в Райской бухте и обнаруживают там участок с мёртвыми растениями. Они отправляются в листочный мини-мир, чтобы найти источник проблемы, и местные мини-создания говорят, что это вина Винкс. |                |                                                                                        |                  |                                    |
| 173 | 17             | «Затерявшийся в капле» Viaggio in una goccia (с итал. — «Путешествие в капле»)         | 29 сентября 2015 | 6 октября 2015                     |
| Мини-создания листочного мира объясняют Винкс, что причиной усыхания Райской бухты стал Брендон, который сорвал для Стеллы букет цветов, а в них содержались Самоцветы Жизни. Винкс отправляются в мини-мир капли и сажают семена Самоцветов Жизни, тем самым восстановив баланс Райской бухты. |                |                                                                                        |                  |                                    |
| 174 | 18             | «Банановый день» Il rapimento di Stella (с итал. — «Похищение Стеллы»)                 | 29 сентября 2015 | 7 октября 2015                     |
| Винкс забирают лемуров из заповедника Алфеи в естественную среду обитания, но Брафилиус превращает все бананы вокруг в монстров. Винкс используют Баттерфликс, чтобы вернуть бананы в норму, но вместо этого у них получается их уничтожить. Девушки отправляются в прошлое, чтобы посадить новые бананы, но Стеллу похищает гигантский лемур. Винкс справляются со своей задачей и отправляют лемура в настоящее к своим собратьям. |                |                                                                                        |                  |                                    |
| 175 | 19             | «Радуга Магикса» L'arcobaleno di Magix                                                 | 30 сентября 2015 | 8 октября 2015                     |
| Калшара нападает на Создание с радужной мантией, которое поддерживает баланс между Дикой Магией и волшебством фей. Винкс отправляются в мини-мир радуги и спасают его. Создание с радужной мантией сообщает Винкс, что животное с первым цветом вселенной связано с волшебством фей. Калшара и Брафилиус думают, что это волшебные животные фей Винкс. |                |                                                                                        |                  |                                    |
| 176 | 20             | «Детки Винкс» Baby Winx                                                                | 30 сентября 2015 | 9 октября 2015                     |
| Калшара разрушает волшебный барьер заповедника Алфеи и проникает туда, чтобы выкрасть волшебных животных. Брафилиус заколдовывает Камни Воспоминаний Винкс, и те превращаются в детей, но им всё равно удаётся победить злодеев. Элас использует своё волшебство, чтобы вернуть феям их возраст. |                |                                                                                        |                  |                                    |
| 177 | 21             | «Этот безумный, безумный мир» Pazzo, pazza mondo (с итал. — «Безумный, безумный мир»)  | 1 октября 2015   | 12 октября 2015                    |
| Винкс узнают, что журавли Эфиопии в опасности из-за изменений климата, а виной тому источник Дикой Магии, спрятанный в солнечных часах местного обелиска и давший сбой. Винкс входят в мини-мир солнечных часов и исправляют погоду. Калшара притворяется потерянным роенором Фарагонды, чтобы пробраться с феями в Алфею. |                |                                                                                        |                  |                                    |
| 178 | 22             | «Королевство бриллиантов» Il Regno dei diamanti                                        | 1 октября 2015   | 13 октября 2015                    |
| Винкс возвращаются в Алфею. Они понимают, что источник Высшей Силы находится в бриллиантовой статуэтке роенора, которая и есть животное с первым цветом вселенной. Винкс входят в мини-мир бриллиантов и находят источник в виде бриллианта, который материализуется в Алфее. Калшара тут же крадёт его и сбегает, но Брафилиус отнимает у неё бриллиант, получает Высшую Силу и призывает трёх могущественных животных из Легендариума, вместе с ними случайно выпустив Трикс. Использование источника пошатнуло мини-мир, в котором находились Винкс, и Флора оказывается в ловушке. |                |                                                                                        |                  |                                    |
| 179 | 23             | «Секрет Алфеи» Il cuore di Alfea                                                       | 2 октября 2015   | 14 октября 2015                    |
| Винкс возвращают баланс в мини-мир бриллиантов и выходят из него. Трикс превращают Брафилиуса в безобидного щенка, чтобы получить контроль над Высшей Силой внутри него. Они нападают на Алфею и ослабляют источник её энергии — Сердце Алфеи. Винкс отправляются в мини-мир Сердца, чтобы сбалансировать его, но им мешают Трикс. Светлячок из мини-мира сообщает Винкс, что вернуть баланс Сердцу Алфеи можно только при помощи золотой бабочки, чей вид вымер. |                |                                                                                        |                  |                                    |
| 180 | 24             | «Золотая бабочка» La farfalla dorata                                                   | 2 октября 2015   | 15 октября 2015                    |
| Алфея продолжает отражать нападение Трикс, а Винкс отправляются в прошлое искать Золотую бабочку. Феи находят золотой цветок, в котором должна быть бабочка, и входят в его мини-мир, но бабочка ещё спит в коконе. Пока Винкс ждут её пробуждения, на девушек нападают Трикс. |                |                                                                                        |                  |                                    |
| 181 | 25             | «Новая волшебная гармония» Un patto inatteso (с итал. — «Неожиданное соглашение»)      | 3 октября 2015   | 16 октября 2015                    |
| Золотая бабочка просыпается, изгоняет Трикс и обещает спасти Алфею. Трикс продолжают атаковать школу, но Сердце Алфеи создаёт мощный волшебный щит, который заставляет ведьм отступить. Трикс с Брафилиусом идут в подземный мир Магикса, чтобы получить мощнейший источник Дикой Магии. Калшара предлагает Винкс временный союз против Трикс, чтобы спасти брата. |                |                                                                                        |                  |                                    |
| 182 | 26             | «Сила магических животных» Il potere degli animali fatati                              | 3 октября 2015   | 19 октября 2015                    |
| Калшара ведёт Винкс в подземный мир Магикса, но Трикс превращаются в мутантов, объединившись со своими животными из Легендариума. Винкс не могут их победить, тогда волшебные животные фей соединяются в Лебедя Вечности и сковывают ведьм. Винкс заключают Трикс в лимбе вне времени. Калшара предаёт Винкс, но падает в пропасть, а Брафилиус остаётся щенком и присоединяется к волшебным зверям подземного мира. |                |                                                                                        |                  |                                    |

### Восьмой сезон (2019)
| Номер в сериале | Номер в сезоне | Название                                                                                            | Дата премьеры    | Дата премьеры в России (Канал Карусель) |
| --- | -------------- | --------------------------------------------------------------------------------------------------- | ---------------- | --------------------------------------- |
| 183 | 1              | «Звёздная ночь» La notte delle stelle (с итал. — «Ночь звёзд»)                                      | 15 апреля 2019   | 6 мая 2019                              |
| Маленькое волшебное существо по имени Звёздочка из вида люменов посещает Магикс, чтобы просить Винкс о помощи, поскольку на её королевство кто-то напал. Во время концерта Винкс в Алфее на Звёздочку нападают монстры-звездоеды, но феям удаётся их прогнать. |                | |                  |                                         |
| 184 | 2              | «Королевство люменов» Il regno delle Lumen                                                          | 16 апреля 2019   | 7 мая 2019                              |
| Ривен снова примыкает к специалистам, но Муза недовольна его неожиданным возвращением. Винкс отправляются в звёздное королевство Люминия и узнают, что кто-то блокирует русло реки света. Феи помогают люменам восстановить реку, но замечают там знак Валтора и встречаются с его слугой Обскурумом. Выясняется, что Валтор остался жив и крадёт энергию звёзд. Чтобы Винкс могли путешествовать в космосе и восстанавливать звёзды, королева люменов Дорана даёт им силу Космикс. |                | |                  |                                         |
| 185 | 3              | «Атака на ядро» Attacco al nucleo                                                                   | 17 апреля 2019   | 8 мая 2019                              |
| Звездоеды во главе с Обскурумом забирают весь свет из ядра Люминии и переправляют его в за́мок Валтора. Винкс восстанавливают ядро силой Космикса, после чего дают очередной концерт в Алфее. |                | |                  |                                         |
| 186 | 4              | «Звёзды сцены» PopStar! (с итал. — «Поп-звезда!»)                                                   | 18 апреля 2019   | 13 мая 2019                             |
| Валтор отправляет Обскурума похитить энергию звезды-корабля Периплы. Винкс отправляются туда и узнают, что рядом находится корабль вора рубинов, один из которых служит двигателем Периплы. Пока специалисты безуспешно преследуют вора, Винкс пытаются помешать Обскуруму, но тот похищает свет Периплы и скрывается. Корабль специалистов затягивает в чёрную дыру, но Винкс восстанавливают свет Периплы, и он выводит специалистов из ловушки. |                | |                  |                                         |
| 187 | 5              | «Секрет Ориона» Il segreto di Orion                                                                 | 19 апреля 2019   | 14 мая 2019                             |
| Валтор пытается затянуть Периплу в чёрную дыру, но Винкс спасают корабль. Ослабевший маг насылает на Винкс монстра, но у него не хватает сил на успешную атаку. Вору удаётся похитить рубин и улететь на своём корабле, но специалисты догоняют и арестовывают его. Выясняется, что вора зовут Орион, и он похищал рубины для того, чтобы восстановить свет звезды Иридии, освещавшей его родную планету Прометию. |                | |                  |                                         |
| 188 | 6              | «Несчастье звезды-маяка» La stella faro (с итал. — «Звезда-маяк»)                                   | 21 апреля 2019   | 15 мая 2019                             |
| Винкс прибывают на Иридию, но им не удаётся восстановить её ядро. Тогда Орион тайно заключает сделку с Валтором, по условиям которой должен избавиться от Винкс, чтобы Валтор вернул свет Иридии. Он даёт Винкс устройство, которое якобы сможет искусственно осветить Прометию. Феи отправляются туда и попадают в ловушку Ориона. Избежать пленения удаётся только Стелле и Флоре. |                | |                  |                                         |
| 189 | 7              | «Ловушка на Прометии» Trappola su Prometia                                                          | 22 апреля 2019   | 16 мая 2019                             |
| Стелла и Флора оживляют ближайшие растения, погибнувшие без света, и те освобождают остальных Винкс из ловушки. Объединёнными усилиями Винкс оживляют все растения Прометии. Обскурум силами Валтора превращает люменов Иридии, среди которых подруга Звёздочки Люмилла, в звездоедов и нападает на Ориона. Винкс спасают предателя, и он снова встаёт на их сторону. |                | |                  |                                         |
| 190 | 8              | «В глубины Андроса» Negli abissi di Andros                                                          | 23 апреля 2019   | 17 мая 2019                             |
| На Андросе проходит праздник в честь годовщины основания королевства. Валтор отправляет Обскурума поглотить свет подводной звезды Горгол, освещающей океаны Андроса, и заколдовывает хищную рыбу из глубин Андроса, сделав её монстром. Винкс призывают силу Сиреникса и вместе со специалистами отправляются на дно океана. Их магия не действует на рыбу, но феям удаётся на время заточить её в пещере. |                | |                  |                                         |
| 191 | 9              | «Свет звезды Горгол» La Luce di Gorgol (с итал. — «Свет Горгола»)                                   | 24 апреля 2019   | 20 мая 2019                             |
| Винкс не могут победить Обскурума и звездоедов. Злодеи уходят со светом Горгола, а все Винкс, кроме Лейлы, попадают в ловушку морских анемонов, чувствующих опасность, и засыпают на дне океана. Лейла едва не присоединяется к подругам, но находит способ успокоить анемонов пением и освободить Винкс. Заключив ядро Горгола в пузырь, внутри него Винкс призывают Космикс и восстанавливают свет подводной звезды. |                | |                  |                                         |
| 192 | 10             | «Гидра пробуждается» Il Potere Dell'Idra (с итал. — «Сила Гидры»)                                   | 25 апреля 2019   | 21 мая 2019                             |
| Винкс узнают, что в опасности находится Гипсос, звезда из созвездия Гидры, и спешат туда. Девушкам удаётся защитить ядро звезды от Обскурума и звездоедов, но Валтор превращает созвездие в огромную гидру, которая атакует Винкс. Феи и специалисты побеждают чудовище, и оно снова становится созвездием. Звёздочка расколдовывает Люмиллу, выразив свою любовь к ней через объятия. |                | |                  |                                         |
| 193 | 11             | «Сокровище Сидерии» Il Tesoro Magico di Syderia (с итал. — «Волшебное сокровище Сидерии»)           | 26 апреля 2019   | 22 мая 2019                             |
| Обскурум заколдовывает люменов звезды Сидерии и похищает её свет. Когда Винкс прибывают туда, на них нападают заколдованные люмены, полагая, что феи хотят украсть некое сокровище. Феи находят сокровище, которое оказывается огромным кристаллом, и при помощи сил Космикса, направленных на кристалл, восстанавливают свет Сидерии. Люмены отдают Винкс осколок кристалла, из которого Орион сможет делать искусственные ядра для звёзд. |                | |                  |                                         |
| 194 | 12             | «Вечеринка-сюрприз на Земле» Festa a sorpresa (с итал. — «Вечеринка-сюрприз»)                       | 28 апреля 2019   | 23 мая 2019                             |
| Валтор хочет использовать свет Звезды Желаний, которая появляется раз в тысячу лет, чтобы получить неограниченную власть, но знает, что звезда откажет обладателю тёмных сил. Он планирует получить Космикс Блум и насылает на Гардинию огромных монстров, в то время как Обскурум со звездоедами разрушают ядро Солнца. Валтор шантажирует Блум благополучием её приёмных родителей и всей планеты Земля. |                | |                  |                                         |
| 195 | 13             | «Тень Валтора» L'ombra di Valtor                                                                    | 29 апреля 2019   | 24 мая 2019                             |
| Валтор объясняет Блум, что возродился благодаря злобе и недовольству Обскурума, который в действительности является братом королевы Дораны по имени Арген и хотел править Люминией, но стал приспешником Валтора в обмен на обещание власти. Не видя иного выхода, Блум даёт Валтору силу Космикса, но та отвергает мага, и он исчезает. Обскурум со звездоедами атакует Люминию, но Дорана с помощью объятий и добрых слов расколдовывает брата, а люмены поступают так же со всеми звездоедами. Специалисты побеждают монстров, угрожающих Гардинии, а Блум доставляет искусственное ядро на Солнце и восстанавливает его свет. Валтор остаётся жив и возвращает Трикс из лимба. |                | |                  |                                         |
| 196 | 14             | «Звезда желаний» La stella dei desideri                                                             | 29 июля 2019     | 5 сентября 2019                         |
| Валтор рассказывает Трикс о Звезде Желаний и отправляет их для её поимки. Ведьмам удаётся поймать звезду, но та распадается на семь первичных звёзд, каждая из которых улетает в разные уголки Волшебной вселенной. Во дворец Дораны и Аргена на Люминии прилетает ларец со Звёздным Компасом, необходимым для поиска первичных звёзд. Винкс вызывают силу Энчантикса, чтобы уменьшиться, и проникают в ларец, где начинается бой между ними и Трикс. |                | |                  |                                         |
| 197 | 15             | «Охота за первичными звёздами» Una nuova missione (с итал. — «Новая миссия»)                        | 30 июля 2019     | 6 сентября 2019                         |
| Внутри ларца Винкс и Трикс сталкиваются с ловушками, а Звёздный Компас так быстро летает, что никто не может его поймать. Поначалу феи соревнуются с ведьмами, но Муза слышит изъян в мелодии ларца и исправляет его. Выясняется, что это и было настоящим испытанием ларца. Трикс остаются ни с чем, а Винкс получают Компас. |                | |                  |                                         |
| 198 | 16             | «Фестиваль Спаркс» La festa dello Sparx                                                             | 31 июля 2019     | 9 сентября 2019                         |
| В Алфее проходит фестиваль в честь первородной энергии Спаркс, создавшей Волшебную вселенную. Звёздный Компас указывает Винкс на местонахождение одной из первичных звёзд, которая оказывается в волшебном колодце на территории школы. Трикс, шпионя за феями, тоже присоединяются к поискам. С помощью командной работы феям удаётся разгадать серию загадок и найти звезду. В это время Скай путешествует по Эраклиону с Диаспро, которая выдумала тайную миссию от имени короля, отца Ская, в надежде завоевать сердце принца. |                | |                  |                                         |
| 199 | 17             | «Платье, достойное королевы» Il vestito della regina (с итал. — «Платье королевы»)                  | 1 августа 2019   | 10 сентября 2019                        |
| Звёздный Компас отправляет Винкс на Солярию за следующей первичной звездой, дав девушкам подсказку, гласящую, что звезду получит только тот, кто «примерит уверенность королевы». Стелла понимает подсказку по-своему и наряжается в роскошное платье. Тем не менее, столкнувшись с Трикс в борьбе за звезду, Стелла не проходит настоящее испытание уверенности в себе, и звезду получает Сторми. |                | |                  |                                         |
| 200 | 18             | «Долина летающих единорогов» La valle degli unicorni alati (с итал. — «Долина крылатых единорогов») | 2 августа 2019   | 11 сентября 2019                        |
| В поисках очередной первичной звезды Винкс отправляются на звезду Моноцерос, где, помимо люменов, обитают крылатые единороги, не питающие доверия к людям. Оказывается, что Скай и Диаспро тоже находятся там. Пока Винкс налаживают волшебную связь с единорогами, Скай раскрывает обман Диаспро и приходит в ярость. На двух героев внезапно нападает агрессивный единорог. |                | |                  |                                         |
| 201 | 19             | «Башня за облаками» La torre oltre le nuvole (с итал. — «Башня над облаками»)                       | 3 августа 2019   | 12 сентября 2019                        |
| Винкс спасают Ская и Диаспро, успокаивая создание объединённой силой своих единорогов. Блум ссорится со Скаем из-за его секретных заданий. Герои отправляются в башню за первичной звездой, где сталкиваются с Трикс. Скай попадает в ледяную ловушку Айси, но просит Блум довериться ему и хватать звезду. Блум выполняет его просьбу, после чего Скаю удаётся освободиться. |                | |                  |                                         |
| 202 | 20             | «Зелёное сердце Линфеи» Il cuore verde di Lynphea                                                   | 11 сентября 2019 | 13 сентября 2019                        |
| За следующей звездой Винкс отправляются на Линфею. Там Флора встречается со своей младшей сестрой Миеле, но не берёт её с собой на задание вопреки её просьбе. Миеле тайком пробирается в дремучий лес вслед за Винкс, где её похищает Дарси. Ведьма превращается в Миеле и вместе с Флорой попадает к первичной звезде, после чего крадёт её. |                | |                  |                                         |
| 203 | 21             | «Танцевальный конкурс на Мелодии» La gara di ballo su Melody                                        | 12 сентября 2019 | 16 сентября 2019                        |
| Отправившись за следующей звездой на Мелодию, Винкс вновь сталкиваются с Трикс. Звезда, задетая в ходе сражения, улетает прочь и попадает в корону, предназначенную победителю ежегодного танцевального конкурса, который проводит принцесса Галатея. Муза отправляется навестить отца, и за ней шпионит Дарси, а остальные Винкс соревнуются в танцах с Айси и Сторми. Ривен наведывается к Музе в гости, но попадает под чары Дарси. |                | |                  |                                         |
| 204 | 22             | «Секрет гармонии» Il segreto dell'armonia                                                           | 13 сентября 2019 | 17 сентября 2019                        |
| Под влиянием чар Дарси Ривен атакует Музу, но ему удаётся преодолеть колдовство. Муза с Ривеном побеждают Дарси, и та отступает. Ошеломив Лейлу новостями о том, что Муза в опасности, в танцевальном конкурсе побеждает Сторми, но звезда исчезает из её короны. Муза с Ривеном играют на музыкальном инструменте отца Музы, придя к гармонии, и получают первичную звезду. Их отношения вновь налаживаются. Трикс нападают на Винкс, пришедших на помощь подруге, но проигрывают. |                | |                  |                                         |
| 205 | 23             | «Между морем и землёй» Fra terra e mare                                                             | 14 сентября 2019 | 18 сентября 2019                        |
| За следующей первичной звездой Винкс отправляются на звезду Коралия. На сей раз Валтор лично идёт им наперехват. Заколдовав древний вулкан, маг шантажирует Винкс благополучием звезды и её обитателей, и Винкс приходится отказаться от первичной звезды, чтобы остановить извержение. Текна и Лейла ссорятся из-за противоположных характеров, но по ходу миссии понимают, что противоположности существуют в гармонии, и подруги мирятся. |                | |                  |                                         |
| 206 | 24             | «Среди льдов Даймонда» Tra i ghiacci di Dyamond                                                     | 15 сентября 2019 | 19 сентября 2019                        |
| Винкс узнают, что последняя первичная звезда находится на замёрзшей планете Даймонд и нашедший эту звезду получит все остальные. Об этом же узнаёт и Айси — её пугает необходимость посетить Даймонд, но девушке приходится подчиниться приказу Валтора. На Даймонде Трикс встречают белого лисёнка, которого Айси пытается защитить от Дарси и Сторми, но из-за их атак он оказывается в ловушке. Лисёнка освобождает Скай, тайно отправившийся на Даймонд вслед за Винкс. На глазах у Винкс Айси нападает на Ская и сбрасывает его со скалы в ледяное озеро. Винкс призывают силу Сиреникса и отправляются на помощь Скаю.                                                       |                | |                  |                                         |
| 207 | 25             | «Белая лиса» La volpe bianca                                                                        | 16 сентября 2019 | 20 сентября 2019                        |
| Винкс спасают Ская. В это время Айси предаётся воспоминаниям. Выясняется, что лисёнок — её младшая сестра Сапфира, и обе девушки — принцессы Даймонда, замороженного злой ведьмой, а Айси решила обучиться ледяной магии для того, чтобы однажды снять заклятие с планеты. Пока Винкс сражаются с Трикс за последнюю звезду, Сапфира пытается достать её из рушащейся пещеры. Айси спасает сестру, и звезда сама отдаётся ей в награду за самоотверженность. С помощью звезды Трикс освобождаются от меток Валтора и от его контроля. Айси пытается использовать звезду, чтобы расколдовать сестру, но терпит неудачу.                                                             |                | |                  |                                         |
| 208 | 26             | «Предначертано звёздами» Scritto nelle stelle (с итал. — «Записано в звёздах»)                      | 17 сентября 2019 | 23 сентября 2019                        |
| Валтор общается со своими братьями из Тёмного измерения, предвкушая их скорое освобождение. Звёздный компас приводит Винкс во дворец мага, где трое девушек принимают облик Трикс, а остальные отвлекают настоящих ведьм. Валтор раскрывает фей и приказывает Айси отдать ему последнюю звезду, но та внезапно отдаёт звезду Блум, не желая всей Волшебной вселенной судьбы Даймонда. Получив все семь звёзд, Винкс возрождают Звезду Желаний и загадывают у той возможность всегда защищать мир и поддерживать в нём гармонию, после чего успешно побеждают Валтора. В Алфее девушки празднуют победу и видят на небе созвездие Винкс.                                            |                | |                  |                                         |

## Специальные выпуски
Эти спецвыпуски, приуроченные к премьере сериала на канале Nickelodeon, суммируют события первых двух сезонов мультсериала. Основные сюжетные отличия от оригинала: Брендон и Скай не менялись местами; Блум не выдавала себя за принцессу Варанду, чтобы попасть в Алфею; начальная ступень трансформации фей называется Чармикс, и её не нужно отдельно добиваться; Лорда Даркара называют «Тёмным Фениксом»; Авалон был перевоплотившимся Фениксом, а настоящего профессора Авалона не существует.
| Название                                    | Премьера в США   | Премьера в Италии | Дата выхода DVD | Дата выхода DVD | Дата выхода DVD | Дата выхода DVD |
| Название                                    | Премьера в США   | Премьера в Италии | Регион 1        | Регион 2        | Регион 4        | Регион 5        |
| ------------------------------------------- | ---------------- | ----------------- | --------------- | --------------- | --------------- | --------------- |
| Судьба Блум (итал. Il destino di Bloom)     | 27 июня 2011     | 21 ноября 2011    | н/д             | 24 октября 2013 | н/д             | 15 октября 2012 |
| Месть Трикс (итал. La vendetta delle Trix)  | 1 августа 2011   | 28 ноября 2011    | н/д             | 24 октября 2013 | н/д             | 31 августа 2012 |
| Битва за Магикс (итал. Battaglia per Magix) | 18 сентября 2011 | 5 декабря 2011    | н/д             | 24 октября 2013 | н/д             | 29 октября 2012 |
| Тёмный Феникс (итал. La Fenice d'Ombra)     | 16 октября 2011  | 12 декабря 2011   | н/д             | 24 октября 2013 | н/д             | 29 октября 2012 |

## Комментарии
1. ↑  В Северной Америке на DVD вышли только первые 13 серий третьего сезона
2. ↑  Специалисты — это термин, которым в сериале называют учеников и выпускников школы Красный Фонтан, высокообученных искусству самообороны и прошедших серьёзную тренировку молодых людей.
3. ↑  Магикс — название измерения, в котором происходит действие сериала. Синонимы: Волшебная вселенная, Волшебное измерение. Также Магикс — название планеты, на которой расположены школы магии, а также название города — столицы этой планеты.
4. ↑  Более подробно о трансформациях фей см. Клуб Винкс#Персонажи и мир сериала.
5. ↑  На самом деле у Стеллы было свидание с Брендоном, так как Брендон со Скаем поменялись ролями.
6. ↑  Огонь Дракона — величайшая сила в Волшебной вселенной, высвободившаяся при создании вселенной Великим Драконом. Королевская семья планеты Домино передаёт эту силу из поколения в поколение. Единственной действующей его обладательницей из персонажей сериала является Блум. Отнять Огонь Дракона у его обладателя невозможно, но его можно копировать и использовать в своих целях, как это сделали Трикс и Селина. Обладатель силы может добровольно поделиться ей с кем-то другим, как это сделала Блум в отношении других Винкс.
7. ↑  Ветроцикл — вымышленное устройство, представляющее из себя мотоцикл без колёс, который передвигается по воздуху.
8. ↑  На самом деле Блум пошла туда с принцем Скаем, но на тот момент он ещё не раскрыл свою личность.
9. ↑  Как выяснилось позже, Айси только копирует эту силу, а Блум думает, что потеряла её, и не может пользоваться ей из-за эффекта плацебо.
10. ↑  Эти три древних злых духа из измерения зла Обсидиан — величайшие противники Винкс за всю историю, разрушившие королевство Домино, пленившие родителей Блум и создавшие Валтора. Однажды их победила Команда Света и отправила назад в Обсидиан.
11. ↑  В оригинале Лейлу зовут Аиша (итал. Aisha)
12. ↑  Паладинами позднее в сериале называется класс воинов, отличный от специалистов, участники которого прошли подготовку в колледже на планете Линфея. Тем не менее, профессор Авалон, спасший Винкс в замке Даркара, описывается просто как паладин, без атрибуции — его происхождение, способности и место подготовки не уточняются.
13. ↑  В оригинале — «Патчамен» (итал. Patchamen)
14. ↑  Чармикс — трансформация, которую феи получают, переборов свои слабости. Она позволяет использовать магию в тех измерениях, в которых обычное волшебство не действует.
15. ↑  Несмотря на то, что Стелла упоминает её как мачеху, Кассандра не была замужем за отцом Стеллы.
16. ↑  Энчантикс — трансформация, которую феи получают, пойдя на самоотверженную жертву ради кого-то из своего мира, либо, в исключительном случае, благодаря сильному желанию победить зло. Заработав Энчантикс, фея получает волшебную пыльцу, позволяющую снимать тёмные заклинания, а также способность уменьшаться.
17. ↑  Команда Света — группа воинов и магов, созданная Орителом и Марион для защиты Домино и всего Волшебного измерения от Ведьм-прародительниц.
18. ↑  Развязка событий третьего сезона наступает в мультфильме «Клуб Винкс: Тайна затерянного королевства»
19. ↑  Беливикс — трансформация, которую феи получают, убедив кого-то поверить в себя. Беливикс даёт феям доступ к трём дополнительным парам крыльев: Быстрикс — крылья скорости, Зумикс — крылья телепортации и Трасикс — крылья, позволяющие видеть прошлое.
20. ↑  Название команды магов образовано от артефакта под названием Чёрный Круг, который является источником их сил и используется для заточения земных фей на острове Тир Нан Ог.
21. ↑  Белый Круг — артефакт земных фей, противоположный Чёрному Кругу. Земные Феи могут удалённо использовать своё волшебство на тех, кто дотронется до круга — например, контролировать их разум и телепортировать на остров Тир Нан Ог.
22. ↑  Сиреникс — трансформация, которую феи получают, успешно завершив Испытание Сиреникса. Эта сила даёт доступ в Бесконечный океан, а также спектр эффективных подводных заклинаний.
23. ↑  В США эпизод «Лило» был показан первым по счёту.
24. ↑  В США эпизод «Рождество в Магиксе» был показан 14-м по счёту.
25. ↑  Бесконечный океан — огромное океаническое измерение в Волшебной вселенной, в котором находятся столпы, поддерживающие порядок и равновесие в мире. Бесконечный океан соединён порталами с океанами всех планет во вселенной. Открыть портал в него можно либо силой Сиреникса, либо силой всех селки-стражниц, охраняющих портал.
26. ↑  Трон Императора — могущественный предмет в Бесконечном океане, позволяющий своему владельцу получить контроль над Волшебной вселенной. Тот, кто использует Трон, теряет рассудок и становится неуправляемым в бесконечной жажде абсолютной власти.
27. ↑  События сезона завершает мультфильм «Клуб Винкс: Тайна морской бездны»
28. ↑  Баттерфликс — трансформация, которую феям дарит природа за действия, направленные на защиту волшебных животных. Она позволяет феям пользоваться силой природы и не допускает урона самой природе.
29. ↑  Люмены — вид волшебных существ во вселенной «Клуба Винкс», которые являются хранителями звёзд и поддерживают их свет.